# Hoàng Thái Cực
Hoàng Thái Cực (chữ Hán: 皇太極; tiếng Mãn: ᡥᠣᠩ ᡨᠠᡳᠵᡳ, chuyển tả: Hong Taiji, 28 tháng 11, 1592 – 21 tháng 9 năm 1643), là vị Đại hãn thứ hai của nhà Hậu Kim, và là Hoàng đế sáng lập triều đại nhà Thanh trong lịch sử Trung Quốc. Ông cai trị từ năm 1626 đến năm 1643, được 16 năm. Một số ý kiến cho rằng ông mất vào năm 1644, cai trị được 17 năm. Các hậu duệ suy tôn miếu hiệu cho ông là Thanh Thái Tông (清太宗). Do ông bắt đầu thành lập Đại Thanh và dùng suốt niên hiệu Sùng Đức (崇德), nên còn có thể gọi ông là Sùng Đức Đế (崇德帝).
Năm 1626, Hoàng Thái Cực kế vị ngôi Khả hãn của cha với Hãn hiệu Thiên Thông Hãn (chữ Hán: 天聰汗; tiếng Mãn: Богд сэцэн хаан, Bogd Sechen Khan), mà với sự thông minh, cơ trí của mình, ông đã vượt qua những người anh em của mình và cũng là những ứng viên cho ngôi Đại Hãn để lên ngôi tối cao. Bằng sự quyết đoán, khôn khéo, ông đã từng bước tăng cường và củng cố vị trí quyền lực độc tôn trong bối cảnh phức tạp lúc bấy giờ.
Khi ở ngôi Hãn, Hoàng Thái Cực đã củng cố đế quốc do Nỗ Nhĩ Cáp Xích thành lập. Ông đặt nền tảng cho cuộc chinh phạt nhà Minh ở Trung nguyên, dù ông chết trước khi điều đó hoàn tất. Ông băng hà vào năm 1643 nhưng không chứng tỏ sự suy yếu tham vọng của người Mãn Châu.
Sau khi lên nối ngôi, Hoàng Thái Cực đã thay đổi nhiều chính sách quan trọng, góp phần hóa giải được mối mâu thuẫn giữa hai dân tộc Mãn và Hán, khiến thần dân của Hán tộc trong khu vực cai trị của họ dần dần thay đổi thái độ thù địch để phục tùng triều đình một cách tự nguyện. Cũng qua những chính sách cởi mở đó đã giúp cho ông nhận được sự góp sức của nhiều nhân tài có xuất thân khác nhau. Chính Hoàng Thái Cực đã đổi tên của tộc người của mình từ Nữ Chân thành Mãn Châu năm 1635, đồng thời đổi tên quốc hiệu từ nhà Hậu Kim thành nhà Thanh vào năm 1636, sau khi xưng Hoàng đế.
Ông không ngừng mở rộng lãnh thổ vào lục địa Đông Á và các vùng xung quanh, lập nên Đại Thanh quốc (大清國). Dưới sự thống lĩnh của ông, nhà Hậu Kim và là Nhà Thanh sau đó đã chinh phục Triều Tiên, tiếp đến, trong một loạt những chiến dịch quân sự, ông đã khuất phục được vùng Nội Mông trước khi tiếp tục chiếm quyền kiểm soát vùng Hắc Long Giang (sông Amur) miền Đông Bắc của nhà Minh. Hoàng Thái Cực đã hợp nhất lãnh thổ Mãn Châu dưới quyền cai trị của ông và đến năm 1644, triều đại nhà Minh kết thúc và chuyển sang nhà Thanh sau khi người Mãn Châu chiếm được Bắc Kinh và chinh phục phần còn lại của Trung Quốc trong vòng 40 năm và thống trị nước này đến năm 1911.
Hoàng Thái Cực tiếp tục tiến hành công cuộc trị vì dựa trên các nền móng của chế độ được người cha để lại, tiếp tục phát triển và hoàn thiện chế độ Bát Kỳ bằng cách mở rộng các kỳ cho người Mông Cổ tham gia, sáp nhập các kỳ của người Hán đầu tiên vào quân đội của mình. Hoàng Thái Cực cũng chấp nhận việc áp dụng nhiều cơ cấu chính trị kiểu nhà Minh vào đất nước mình, trọng dụng nhiều nhân tài xuất thân là người Hán hay quan lại cũ của Nhà Minh nhưng luôn giữ ưu thế của người Mãn Châu trong các cơ cấu đó (thông qua một hệ thống định mức phân bổ hợp lý). Đây là cuộc cải cách mạnh mẽ, tạo tiền đề cho sự lớn mạnh của Nhà Thanh sau này trước khi họ bị cách mạng tư sản người Hán đánh đổ để lập ra 1 quốc gia cộng hòa dân chủ, tự do. Nhà Thanh cai trị Trung Quốc hơn hai thế kỷ rưỡi nhưng về cơ bản là triều đại ngoại tộc của một đế quốc mà xét về cơ cấu chủ yếu vẫn là nhà nước quân  chủ Trung Quốc truyền thống rồi bị lật đổ, đánh đuổi bởi chính người Hán Trung Hoa.

## Tên gọi
Cũng như những người anh em khác của mình, ông bắt đầu mang họ Ái Tân Giác La sau năm 1616, như một hình thức xác nhận huyết thống trực hệ của Nỗ Nhĩ Cáp Xích. Hầu hết trong các sách sử Trung Quốc đều thống nhất chép tên ông là Hoàng Thái Cực. Tuy nhiên, nhiều nhà nghiên cứu cho rằng tên gọi Hoàng Thái Cực chỉ được đặt ra về sau này, khi con cháu nhà Thanh muốn nêu bật vai trò chính danh của ông trong việc kế thừa ngôi vị Hoàng đế. Củng cố giả thuyết này, các tài liệu điển tịch Hán ngữ thời Thanh Sơ thường chép tên Hoàng Thái Cực là Hoàng Thai Kê (黄台鸡) hoặc Hoàng Thai Cát (黄台吉). Mãi đến thời Thanh Cao Tông, tài liệu chính thống mới chép là Hoàng Thái Cực
Theo W. Scott Morton và C.M. Lewis, phiên âm tên Mãn của ông là Abahai hoặc "Abahay". Rất nhiều tài liệu phương Tây ghi lại điều sai lầm này. Các tài liệu Trung Quốc, thường phiên âm ngược tên gọi này thành A Ba Hải (阿巴海), hoặc A Bột Hải (阿渤海). Tuy nhiên, các nhà sử học Trung Quốc hiện đại đã xác nhận đây là một sự nhầm lẫn giữa Hoàng Thái Cực với một mẹ kế của ông, tên là Abahai, được sử Trung Quốc ghi lại tên là A Ba Hợi (阿巴亥).
Một thuyết khác của các nhà nghiên cứu Trung Quốc cho rằng tên thật của ông là Hắc Hoàn Bột Liệt (黑还勃烈). Thuyết này được xem là có nhiều khả năng nhất, dựa trên sự biến âm rút gọn từ tiếng Mông Cổ sang Hán ngữ. Theo đó, đầu tiên, âm Hắc Hoàn (黑还) chuyển âm Hán là Hoàng (黄), tên ông trở thành Hoàng Bột Liệt (黄勃烈). Củng cố cho thuyết này là thuyết cho rằng phiên âm của từ Bột liệt thực chất xuất phát của từ Beile theo cách phát âm Mông Cổ, mà về sau được phiên âm là Bối lặc (贝勒) theo cách phát âm Mãn. Tương tự, phiên âm của từ Thai cát từ Hošoi theo cách phát âm Mông Cổ, về sau phiên âm là Hòa thạc (和碩) theo cách phát âm Mãn.
Nói cách khác, thuyết này cho rằng Hoàng Thái Cực tên thật là Hắc Hoàn (黑还, có lẽ phiên từ âm Heihai), sau được rút gọn phiên âm Hán Việt thành lại là Hoàng. Lúc nhỏ, danh hiệu của ông là Hoàng Bối lặc, đến lúc thanh niên thì gọi là Hoàng Thai cát. Về sau con cháu ông mới chép thành danh xưng Hoàng Thái Cực.

## Thời niên thiếu
Hoàng Thái Cực là con trai của Nỗ Nhĩ Cáp Xích và vợ thứ là Diệp Hách Na Lạp Mạnh Cổ Triết Triết. Bà là con gái út của bối lặc Dương Cát Nỗ của bộ tộc Diệp Hách Na Lạp, được gả cho Nỗ Nhĩ Cáp Xích tháng 10 năm 1588 khi mới 13 tuổi và sinh ra Hoàng Thái Cực 4 năm sau đó. Lúc bà nhập cung, chế độ hậu phi của Hậu Kim chưa được áp dụng, nên chỉ dùng chung danh xưng Phúc tấn
Bấy giờ, chính thất của Nỗ Nhĩ Cáp Xích là Cổn Đại (âm Mãn: Gundai), bộ tộc Phú Sát thị (âm Mãn: Fuca) đang là Đại Phúc tấn, nên bà chỉ có danh hiệu Trắc Phúc tấn. Sau khi Phú Sát Cổn Đại bị phế, bà được phong Đại Phúc tấn thay thế. Năm 1603, Nỗ Nhĩ Cáp Xích tấn công bộ tộc Diệp Hách Na Lạp, Mạnh Cổ Triết Triết uất hận mà chết khi mới 28 tuổi, sủng phi của Nỗ Nhĩ Cáp Xích là A Ba Hợi trở thành Đại Phúc tấn, sau gọi là Đại phi. Khi Hoàng Thái Cực lên ngôi, ông truy tôn thụy hiệu của mẹ là "Hiếu Từ Chiêu Hiến Kính Thuận Nhân Huy Ý Đức Hiển Khánh Thừa Thiên Phụ Thánh Cao Hoàng hậu", hay gọi ngắn là "Hiếu Từ Cao Hoàng hậu".
Mẹ mất sớm khi mới 10 tuổi, từ lúc niên thiếu, Hoàng Thái Cực đã được theo cha và các anh tham dự nhiều cuộc chinh phục các bộ tộc khu vực đông bắc Trung Quốc và được đánh giá là một chiến binh hăng hái, can đảm. Không những thế, ông còn tỏ ra là người có kiến thức, giải quyết mọi việc được giao rất nhanh chóng và đúng đắn. Vì vậy, tuy chỉ là người con trai thứ tám của Nỗ Nhĩ Cáp Xích, nhưng ông được vua cha tin cậy giao cho vị trí Tứ Bối lặc, chỉ huy Chính bạch kỳ trong Bát kỳ Nữ Chân.

## Những cuộc hôn nhân chính trị
Khi đến tuổi trưởng thành, Nỗ Nhĩ Cáp Xích đã sắp đặt cho con trai mình một cuộc hôn nhân chính trị với con gái của một thủ lĩnh của bộ tộc Mông Cổ Bột Nhi Chỉ Cân (hay còn phiên âm là Bát Nhĩ Tề Cát Đặc). Với cuộc hôn nhân này, bộ tộc Ái Tân Giác La của ông đã liên kết với bộ tộc hậu duệ của Thành Cát Tư Hãn, có quyền kế thừa danh nghĩa và uy tín của vị Đại hãn vĩ đại này. Điều này quả thật chứng minh tầm nhìn xa của Nỗ Nhĩ Cáp Xích, khi Lâm Đan Hãn, vị Đại hãn cuối cùng của người Mông Cổ, chết vào năm 1634, con trai ông Ngạch Triết Hãn đã đầu hàng người Mãn Châu và trao lại ấn ngọc truyền quốc của Hoàng đế Đại Nguyên cho Hoàng Thái Cực.
Ngoài người vợ có tên là Jerjer (phiên âm Hán Việt là Triết Triết), về sau ông còn cưới thêm 4 người vợ nữa cũng thuộc bộ tộc Mông Cổ Bột Nhi Chỉ Cân, trong đó nổi tiếng nhất là Bố Mộc Bố Thái (là Hiếu Trang Văn Hoàng hậu sau này), người về sau sinh hạ được Hoàng tử Phúc Lâm, sau này trở thành Thuận Trị Đế, và có vai trò quan trọng trong việc giữ lại ngôi vị cho Phúc Lâm trong cuộc tranh chấp ngôi vị Đại hãn sau khi Hoàng Thái Cực chết.

## Giành quyền kế vị
Khi thành lập chế độ Gūsa (sử Trung Quốc gọi là Kỳ), Nỗ Nhĩ Cáp Xích cũng thành lập bổ nhiệm các phụ tá thân tín vào các vị trí đứng đầu Gūsa, gọi là các Hòa thạc Bối lặc (Hošoi Beile) để hợp cùng mình quản lý nhà nước Hậu Kim non trẻ.
Sau cái chết của Thái tử Chử Anh (hoặc Trử Anh), người con trai thứ hai của Nỗ Nhĩ Cáp Xích là Đại Thiện thay anh trai giữ ngôi vị Đại Bối lặc, nhưng vẫn không được Nỗ Nhĩ Cáp Xích lập làm người thừa kế mà chỉ được xem là một Hòa thạc Bối lặc như các vị Hòa thạc khác. Không lâu sau, đến lượt Đại Thiện và Tam bối lặc Mãng Cổ Nhĩ Thái dính vào một vụ bê bối cung đình. Chính vì vậy cho đến trước khi chết, Nỗ Nhĩ Cáp Xích vẫn chưa kịp chỉ định người kế vị. Ông ta chỉ mới kịp trao quyền quản lý 3 Kỳ của ông ta cho A Ba Hợi để sau này giao lại cho ba con trai của bà là A Tế Cách, Đa Nhĩ Cổn và Đa Đạc khi họ trưởng thành.
Cuộc tranh chấp ngôi vị Đại Hãn nổ ra quyết liệt giữa các vị Hòa thạc Bối lặc. Tuy nhiên, Đại Thiện vốn đã mất nhiều ảnh hưởng, Mãng Cổ Nhĩ Thái vì chuyện giết mẹ đẻ nên cũng mất uy tín, A Mẫn không có quyền kế vị. Hai vị Hòa thạc Bối lặc khác là Đa Nhĩ Cổn và Đa Đạc thì còn quá nhỏ tuổi. Ngôi vị Hãn chỉ còn là sự tranh chấp giữa A Tế Cách và Hoàng Thái Cực.
Cuối cùng, bằng các thủ pháp thỏa hiệp, Hoàng Thái Cực tranh thủ sự ủng hộ của Đại Thiện và con trai của ông ta là Nhạc Thác, các vị Hòa thạc Bối lặc lớn tuổi A Mẫn, Mãng Cổ Nhĩ Thái; đồng thời công kích sự thiếu kinh nghiệm của các vị Hòa thạc Bối lặc trẻ tuổi và sự lũng đoạn của người mẹ kế A Ba Hợi đối với các con trai mình. Theo đó, sau khi được ủng hộ lên ngôi, ông sẽ "kính trọng các anh, yêu mến con cháu mình và làm lễ kết nghĩa với ba Đại bối lặc đồng thời đề nghị mời cả ba vị Đại bối lặc cùng dự bàn việc quốc chính".
Kế hoạch của Hoàng Thái Cực cuối cùng cũng thành công. Vào tháng 9 âm lịch năm 1626, Bối lặc Đại Thiện tuyên bố trước đại điện: Bối lặc Hoàng Thái Cực là người tài đức đứng đầu, rất được lòng nhân tâm, mọi người đều đồng lòng cùng nhau tôn Người lên ngôi Đại Hãn. Lời tuyên bố kết thúc, các quý tộc khác cũng đồng lòng ủng hộ Hoàng Thái Cực lên kế vị ngôi Hãn, với danh hiệu "Gosin Onco Hūwaliyasun Enduringge Han", Hán văn là "Khoan Ôn Nhân Thánh Hoàng đế" (寬溫仁聖皇帝), trở thành vị Đại Hãn thế hệ thứ hai của nước Hậu Kim. Khi lên ngôi, Hoàng Thái Cực tuyên bố sẽ kế vị sự nghiệp chinh phục nhà Minh, thề sẽ trả thù cho Nỗ Nhĩ Cáp Xích, đặt niên hiệu mới là Thiên Thông (天聰, tiếng Mãn: ᠠᠪᡴᠠᡳ
 ᠰᡠᡵᡝ, chuyển tả: Abkai sure).

## Củng cố ngôi vị độc tôn
Sau khi lên ngôi Hãn, Hoàng Thái Cực thực hiện thỏa hiệp với Đại Thiện. Trước tiên ông thề ước với tất cả các vị Bối lặc, sau đó ba vị Đại Bối lặc dẫn đầu là Đại Thiện cùng tuyên thệ với các vị Bối lặc. Mỗi khi lên triều, khánh lễ hay tiếp kiến quần thần, ông cùng ba vị Đại Bối lặc cùng ngồi vị trí ngang hàng, cùng hướng mặt phía Nam, nhận lễ của các bồi thần, nghiễm nhiên như là tứ Hãn, đồng thời ông cũng miễn lễ quân thần cho họ, coi như anh em tương kiến.
Tuy nhiên, dù ở ngôi Đại hãn nhưng thực tế, Hoàng Thái Cực chỉ nắm quyền lực trong Kỳ mà ông ta quản lý, có địa vị không hơn một Kỳ chủ như những Kỳ chủ khác. Không những thế, cả ba vị Đại Bối lặc và các vị Kỳ chủ khác (anh em nhà Đa Nhĩ Cỗn) còn có quyền cùng nghị bàn quốc chính (chế độ bát nghị), khiến Hoàng Thái Cực bị chế ngự, không thể tự chuyên quyền được. Để thực sự nắm quyền tối cao, ông ta lần lượt thực hiện các biện pháp để loại trừ những nguy cơ đe dọa ngôi vị.

### Bức tửA Ba Hợi
Mũi nhọn đầu tiên chính là người vợ được sủng ái của cha mình: A Ba Hợi (Abahai). Với danh nghĩa là người giám hộ của các con, bà khống chế 3 Kỳ, thế lực mạnh hơn cả các vị Kỳ chủ khác. Vì vậy, Hoàng Thái Cực chủ trương lợi dụng sự bất mãn của các vị kỳ chủ khác, bất ngờ tấn công và triệt hạ thế lực của bà. Tương truyền, ngay sau khi lên ngôi, ông đã hợp cùng với các vị Đại bối lặc lớn tuổi, bức Abahai phải tự sát với lý do theo di chúc của vua cha muốn tuẫn táng cùng bà. Sau đó, ông phân chia các kỳ cho các con trai của bà như sau: A Tế Cách nắm Chính Lam kỳ, Đa Nhĩ Cổn nắm Chính Hoàng kỳ, Đa Đạc được giao Tương Hoàng Kỳ
Đối thủ chính trị mạnh nhất của ông bị loại trừ chớp nhoáng. Với các đối thủ còn lại, Hoàng Thái Cực một mặt vẫn tỏ lòng tôn kính, cảm kích đối với các huynh trưởng, thực hiện các chính sách vỗ về họ. Mặt khác, vì ba Đại Bối lặc lớn tuổi vẫn đang nắm trong tay thực lực hùng hậu, khống chế một nửa thế lực trong Bát kỳ. Chính vì thế, Hoàng Thái Cực tiếp tục tìm cách phát huy thế lực của mình.

### Đoạt binhA Tế Cách
A Tế Cách là con trai lớn của A Ba Hợi, là anh ruột của Đa Nhĩ Cổn và Đa Đạc, tuy tuổi còn trẻ, chỉ mới 20 tuổi, nhưng cũng đã từng theo cha chinh chiến, lập được công lao. Vì vậy, nhân một lỗi nhỏ của A Tế Cách, Hoàng Thái Cực đã buộc tội tự ý hành sự, không hề bàn bạc và xin ý kiến chỉ đạo của Đại Hãn và các vị Đại Bối lặc và gán tội vượt quyền, phạt giáng cấp. Quyền kiểm soát Chính Lam kỳ của A Tế Cách bị Hoàng Thái Cực thu lại.
Bên cạnh đó, để xoa dịu sự bất mãn của anh em A Tế Cách, ông mở đường cho A Tế Cách làm phó tướng cho Nhị Bối lặc A Mẫn, hẹn khi lập công sẽ phục hồi chức vị. Đồng thời, Hoàng Thái Cực tìm mọi cách để lôi kéo, ban tặng và phong nhiều danh hiệu cao quý cho hai anh em Đa Nhĩ Cổn và Đa Đạc, tạm thời hòa hoãn để họ không công kích gây nên rối loạn. Từ đây, thế lực của Hoàng Thái Cực được mở rộng, chỉ sau thế lực của Đại Thiện. Đối thủ thứ hai của ông đã bị loại trừ.

### Giam cầmA Mẫn
Bước tiếp theo, Hoàng Thái Cực xác định, Hậu Kim nếu muốn phát triển và tiến lên, cần phải tước bỏ quyền lực của ba vị Đại Bối lặc, chấm dứt chế độ Bát kỳ nghị sự mà thực hiện chế độ mệnh lệnh, phục tùng tuyệt đối.
Năm 1629, Hoàng Thái Cực mở cuộc công kích vào Minh triều. Đại Thiện và Mãng Cổ Nhĩ Thái tỏ ý không tán thành. Tuy cuối cùng, Hoàng Thái Cực cũng thuyết phục họ tán thành thực hiện chiến dịch. Tuy không vượt qua Sơn Hải quan, nhưng quân Bát kỳ cũng chiếm được một số cứ điểm quan trọng. Tuy nhiên, thái độ của 2 vị Đại bối lặc làm cho Hoàng Thái Cực không cảm thấy an tâm chút nào.
Tuy vậy, Hoàng Thái Cực nhận thấy chưa thể động chạm đến hai người này. Do đó, ông chuyển hướng mục tiêu, tìm cách tước quyền A Mẫn. Thời điểm rất thuận lợi, bởi sau khi lập được công lớn trong cuộc chinh phạt Triều Tiên lần thứ nhất, Nhị bối lặc A Mẫn trở nên kiêu ngạo, cậy công, xem thường các vị Đại Bối lặc khác. Ông ta không ngờ những hành động của ông ta đều nằm trong dự tính của Hoàng Thái Cực. Chưa kể, còn vô tình làm Hoàng Thái Cực có được sự ủng hộ của 2 Đại Bối lặc trong việc đoạt quyền.
Năm 1630, Hoàng Thái Cực cử A Mẫn mang quân đi phòng giữ bốn thành mới chiếm được là Thủy Bình, Loan Châu, Thiên An, Tôn Hóa. Quân Minh bất ngờ tổ chức phản công lớn, bao vây và tấn công công Loan Châu. A Mẫn kinh hoàng, hoảng hốt, không tổ chức bất cứ cuộc chống cự nào, chỉ ra lệnh rút quân. Trước khi tháo chạy, ông ta lại ra lệnh cho binh sĩ tàn sát, cướp bóp tài sản quân dân nhà Minh. Ba thành còn lại cũng nhanh chóng rơi lại vào tay quân Minh.
Hành động của A Mẫn khiến cho Hoàng Thái Cực tức giận vô cùng vì bao nhiêu công sức, tiền của bỏ ra để chiếm được 4 ngôi thành đều bị mất toàn bộ, tổn thất binh lực hết sức nặng nề. Nghiêm trọng hơn, với hành động tàn sát cưới bóc thất nhân tâm của A Mẫn, quân dân nhà Minh đề phòng và quyết tâm không đầu hàng, càng tăng thêm khó khăn cho quân đội Hậu Kim trong việc công thành. Để lấy lại thanh danh, Hoàng Thái Cực lập tức triệu tập Chư vương, Bối lặc cùng các đại thần tuyên bố "16 tội lớn" của A Mẫn trong đó tội thứ 11, khép ông ta có mưu đồ áp đảo tranh giành ngôi Hãn. Tuy không bị khép tội chết, nhưng A Mẫn bị xóa bỏ vị trí Đại Bối lặc, tước ngôi vị Kỳ chủ, xử tù chung thân, vĩnh viễn không được sử dụng. Toàn bộ tài sản, dân nô của ông ta và ngôi kỳ chủ đều do người em trai thứ sáu của A Mẫn là Tế Nhĩ Cáp Lãng (âm Mãn: Jirgalang) kế thừa. Một người không có quyền thế và kinh nghiệm chính trị như Tế Nhĩ Cáp Lãng thì lực lượng Tương Lam kỳ do ông ta chỉ huy nhanh chóng trở thành lực lượng trung thành với Đại Hãn. Đối thủ chính trị trực tiếp thứ ba của Hoàng Thái Cực bị loại trừ.

### Cách chứcMãng Cổ Nhĩ Thái
Lúc này, thế lực Hoàng Thái Cực đã bắt đầu vững mạnh. Ông trực tiếp nắm Chính Lam Kỳ và Chính Bạch Kỳ, ngoài ra tạm thời khống chế 3 Kỳ khác. Ngoài ra, thông qua nhiều hành động phân quyền, ảnh hưởng của các vị Bối lặc dần bị Hoàng Thái Cực giảm bớt. Điều kiện để tước quyền các vị Bối lạc còn lại đã chín muồi.
Năm 1631, trước khi diễn ra chiến dịch Đại Lãng Hà, Mãng Cổ Nhĩ Thái nhân cơ hội đã yêu cầu Hoàng Thái Cực bổ sung thêm tướng sĩ cho kỳ của mình nhưng đã bị Hoàng Thái Cực từ chối. Mãng Cổ Nhĩ Thái bất mãn không kiềm chế được mình đã cãi vã với Đại Hãn và ẩu đả với người em ruột của mình là Đức Cách Loại, người đã lên tiếng chỉ trích thái độ phạm thượng của ông ta. Tuy đây chỉ là một hành động bộc trực đặc trưng của các dân tộc du mục, nhưng Hoàng Thái Cực nhân cớ đó để thực hiện việc đoạt quyền.
Sau khi chiến dịch Đại Lãng Hà kết thúc, Hoàng Thái Cực đã triệu tập hội nghị các Bối lặc kể tội Mãng Cổ Nhĩ Thái. Hoàng Thái Cực nhanh chóng quyết định tước binh quyền của Mãng Cổ Nhĩ Thái, tống giam ông ta, thu quyền quản lý Chính Lam kỳ, về sau giao cho Hào Cách quản lý. Năm 1632, Mãng Cổ Nhĩ Thái chết trong ngục. Đối thủ chính trị trực tiếp thứ tư của Hoàng Thái Cực đã bị ông loại trừ.

### Tước quyềnĐại Thiện
Thế cục ba vị Đại bối lặc ngồi ngang hàng với Đại Hãn đã bị phá vỡ, chỉ còn một mình Đại Thiện. Vấn đề chỉ còn là thời gian.
Cuối năm 1631, Hoàng Thái Cực tổ chức hội nghị các Bối lặc họp bàn để định việc sắp xếp thứ tự khi chầu triều, nhân đó, Hán thần của Hoàng Thái Cực là Tham chính Lý Bá Long nêu vấn đề có nên có việc Đại Bối lặc ngồi ngang hàng với Đại Hãn hay không. Hiểu được là Đại Hãn muốn thăm dò phản ứng của mình, Đại Thiện ý thức được tình thế bấy giờ khi Hoàng Thái Cực đã hoàn toàn khống chế được 6 Kỳ. Ông ta buộc phải chấp nhận từ bỏ chế độ Ba vị Đại bối lặc cùng ngồi ngang hàng nghị bàn việc triều chính với Đại Hãn. Từ đây, ngôi vị tối cao của Hoàng Thái Cực đã được xác lập.
Tuy nhiên, về thực lực, Đại Thiện vẫn còn nhiều ảnh hưởng trong Bát Kỳ, vẫn nắm quyền khống chế 2 Kỳ Hồng, uy tín vẫn phần nào lấn át Đại hãn. Tháng 9 năm 1635, nhân một lỗi nhỏ của Đại Thiện, Hoàng Thái Cực đã họp các Kỳ chủ Bát kỳ và quan lại sáu bộ để định tội Đại Thiện. Ông ta bị tước bỏ ngôi vị Đại bối lặc, bị thu lại quyền kiểm soát 2 Kỳ Hồng. Tuy không mất mạng, nhưng qua sự kiện này, thế lực của Đại Thiện không còn cách nào phục hồi được nữa. Đối thủ lớn cuối cùng của Hoàng Thái Cực đã bị triệt tiêu.

### Phân bố lại Bát kỳ
Đến lúc này không còn vị Kỳ chủ nào có thể đe dọa vị trí độc tôn của Hoàng Thái Cực được nữa. Tuy nhiên, ông vẫn áp dụng tiếp những biện pháp đề phòng.
Cuối năm 1635, Đức Cách Loại bị ốm. Nhân lúc có người tố cáo ông ta mưu phản, Hoàng Thái Cực bèn đem cả gia thuộc của ông ta ra trị trọng tội, bãi bỏ tôn thất và thu lại Tương Bạch kỳ về tay mình. Đức Cách Loại vì thế uất ức mà chết.
Tiến thêm bước nữa, nhằm ngăn ngừa quyền lực của 2 vị Bối lặc trẻ tuổi Đa Nhĩ Cổn và Đa Đạc, Hoàng Thái Cực lấy lý do các Kỳ vàng thuộc quyền Đại Hãn, nên thu lại 2 kỳ này và đổi cho Đa Nhĩ Cổn giữ Chính Bạch kỳ và Đa Đạc giữ Tương Bạch kỳ. Động thái này một lần nữa nhằm ngăn cản hai người xây dựng thế lực riêng ở 2 kỳ vốn trung thành với vua cha.
Cục diện Bát Đại Bối lặc cùng nghị bàn việc quốc chính đã kết thúc, cục diện Tam đại Bối Lặc cùng ngồi ngang hàng với Đại Hãn cũng đã bị xóa bỏ. Đến lúc này, Hoàng Thái Cực đã nắm trực tiếp trong tay 3 Thượng Tam kỳ, gián tiếp khống chế 3 Kỳ khác. Giờ đây, mọi mệnh lệnh đều được ban ra từ một người là Đại Hãn. Hoàng Thái Cực đã trở thành vị quân chủ chuyên chế duy nhất, quyết định vận mệnh nước Hậu Kim.

## Mở rộng bờ cõi
Việc mở rộng bờ cõi là một bước nằm trong sự tính toán của Hoàng Thái Cực. Bằng việc chinh phạt, ông có điều kiện đẩy ra xa một số Bối lặc đối thủ, tranh thủ củng cố thế lực. Nếu chinh phạt thành công, ông có thể tăng thêm uy tín với các thần dân. Nếu thất bại, ông có lý do để tước binh quyền và loại trừ đối thủ.
Bấy giờ, nước Hậu Kim nằm giữa ba nước lớn đó là phía Nam giáp Triều Tiên, phía Tây giáp Mông Cổ và phía Tây Nam giáp với Đại Minh.
Trong ba nước trên thì Mông Cổ tuy qua thời kỳ hoàng kim và hiện đang suy yếu, nghèo nàn, lạc hậu nhưng thực lực quân sự là rất đáng gờm. Kỵ binh Mông Cổ dũng mãnh, thiện chiến, người dân thì vạm vỡ, ngoan cường, nếu chọn Mông Cổ là đối tượng cho cuộc viễn chinh đầu tiên thì hoàn toàn không có lợi cho Hậu Kim. Nếu có dốc sức "đánh lấy được" thì có thể Hậu Kim phải trả một giá khá đắt.
Trong khi đó Đại Minh tuy đang trong giai đoạn suy yếu, nội loạn nhưng vẫn là một quốc gia có cương vực rộng lớn, dân số đông, nhiều nhân tài. Với thực lực hiện tại thì Hậu Kim chưa đủ khả năng để xâm chiếm ngay được. Chưa kể đó là sự hiện diện của vị tướng Viên Sùng Hoán tài trí song toàn. Ngoài ra, thì quân Kim cũng vừa thất bại trong trận chiến Ninh Viễn, gián tiếp dẫn đến cái chết của Nỗ Nhĩ Cáp Xích, tinh thần chiến đấu của quân Kim vẫn chưa hồi phục.
Trước tình thế trên thì Triều Tiên nhanh chóng được Hoàng Thái Cực xác định là mục tiêu hàng đầu cho kế hoạch bành trướng lãnh thổ. Triều Tiên là một nước được Hoàng Thái Cực đánh giá là có binh lực yếu nhược, nhưng sản vật thiên nhiên phong phú, sẽ là nguồn hậu cần về kinh tế dồi dào cho quân Kim trong các đợt viễn chinh sau này. Mặt khác Triều Tiên cũng là đồng minh quan trọng của nhà Minh, từng gửi binh tham chiến trong Trận Tát Nhĩ Hử (so với Mông Cổ vốn là kẻ thù của Minh triều), chính vì vậy sẽ rất nguy hiểm cho hậu phương của quân Kim nếu Triều Tiên lớn mạnh.

### Chinh phục Triều Tiên lần thứ nhất
Xem bài chi tiết Triều Tiên Nhân Tổ, phần chiến tranh với Mãn Châu.
Việc chọn Triều Tiên là điểm mở màn cho kế hoạch bành trướng mở rộng bờ cõi hoàn toàn nằm trong sự tính toán của Hoàng Thái Cực. Trong nửa sau của triều đại nhà Lý (hay còn gọi là nhà Triều Tiên), chủ nghĩa bè phái phát triển, đất nước suy yếu. Sau trận chiến tại Sarhu, để tránh sự uy hiếp của chính quyền Hậu Kim đang trở nên hùng mạnh, vua Triều Tiên bấy giờ là Quang Hải Quân đã đàm phán với Hậu Kim để tránh khỏi rơi vào một cuộc chiến khác. Tuy nhiên, 4 năm sau, năm 1623, Quang Hải Quân bị phái Tây Nhân phế truất và bị lưu đày. Lăng Dương quân được lập lên làm vua, thực hiện đường lối thân Minh chống Mãn. Phái ủng hộ Quang Hải Quân lập tức sang cầu cứu Hoàng Thái Cực. Với cớ đó, Hoàng Thái Cực ngay lập tức phát động các cuộc chiến tranh với Triều Tiên để mở rộng ảnh hưởng.
Năm 1627, một cuộc xâm lược Triều Tiên trong một cuộc chiến tranh chớp nhoáng được phát động do Nhị Bối lặc A Mẫn chỉ huy, các Bối lặc A Tế Cách, Tế Nhĩ Cáp Lãng, Nhạc Thác, Thạc Thác làm phó tướng, đốc suất 3 vạn quân Nữ Chân, với sự dẫn đường của các tướng Gang Hong-rip và Yoto. Dù có sự hỗ trợ của tướng Minh là Mao Vạn Long, quân đội nhà Lý vẫn kháng cự bạc nhược, không thể đẩy lùi sự đánh phá của quân Hậu Kim. Vua Nhân Tổ phải bỏ Hán Thành chạy trốn ra đảo Ganghwa.
Tuy nhiên, lo ngại việc Minh Triều và Mông Cổ sẽ tập kích, Hoàng Thái Cực chủ động đề xuất hòa nghị. Vua Nhân Tổ nhanh chóng chấp nhận những điều kiện "nhẹ nhàng" của Hậu Kim để họ lui quân.
Các điều kiện đó là:
1. Kim - Triều lập minh ước làm huynh đệ. Kim là huynh, Triều Tiên là đệ.
2. Triều Tiên không được sử dụng niên hiệu Thiên Khải của nhà Minh nữa.
3. Vương tử Yi Gak (âm Hán Việt: Lý Giác) của Triều Tiên sang Kim "tỏ tình hòa hiếu".[31]
4. Kim - Triều không xâm phạm lãnh thổ của nhau.

Những điều kiện trên đã gây bất mãn cho một số Bối lặc, đứng đầu là Nhị bối lặc A Mẫn, vì cho rằng không tương xứng với uy danh của Hậu Kim. Họ đã gây nhiều cản trở cho công cuộc hòa nghị. Chính điều này đã buộc Hoàng Thái Cực phải quyết định xử lý A Mẫn một năm sau đó.

### Khuất phục Mông Cổ
Sau khi mất quyền kiểm soát vùng Trung Nguyên cuối thế kỷ 14, người Mông Cổ nhiều lần tỏ rõ ý định khôi phục lại đế chế Đại Nguyên. Tuy nhiên, chiến tranh liên miên đã làm người Mông Cổ rơi vào tình thế nghiêm trọng. Họ luôn là đối tượng "tiễu trừ" của nhà Minh cũng như đối tượng chinh phạt của người Nữ Chân đang vào thời kỳ cường thịnh trở lại. Ngay từ thời Nỗ Nhĩ Cáp Xích, thông qua các cuộc liên hôn chính trị và chinh phạt, nhiều bộ lạc Mông - Mãn đã quy thuận và liên kết đồng minh với Nữ Chân hơn là với nhà Minh, kẻ thù truyền kiếp của họ.
Mặc dù vậy, vẫn còn một số bộ tộc lớn của Mông Cổ tự cho là hậu duệ kế thừa của hoàng đế Đại Nguyên, không chịu khuất phục dưới quyền lực Hậu Kim. Sau khi lên ngôi Hãn, Hoàng Thái Cực đặt chú ý đến việc loại trừ hoàn toàn những bộ tộc Mông Cổ láng giềng không thân thiện ở sát sườn Hậu Kim, luôn nuôi ý định quật cường trở lại đế chế Đại Mông Cổ. Mặt khác, người Mông Cổ vốn anh dũng, thiện chiến, có sở trường về kỵ binh, sẽ là nguồn quan trọng để bổ sung vào đội ngũ bát kỳ những chiến binh tài giỏi, đó sẽ là những đơn vị tiên phong của quân đội và là lực lượng xung phong trong các chiến dịch đánh nhà Minh sau này.
Sau chiến dịch Triều Tiên lần thứ nhất, Hoàng Thái Cực có điều kiện để khởi binh tấn công Đại Minh. Tuy nhiên, ông vẫn không quên chinh phạt Mông Cổ. Hàng loạt các cuộc chinh phạt diễn ra trong 5 năm buộc Lâm Đan Hãn (Lingdan Khan), vị Đại Hãn cuối cùng của người Mông Cổ, phải đào tẩu và chết trên đường tới Tây Tạng. Năm 1634, con trai ông là Ngạch Triết Hãn (Ejei Khan) đã phải đầu hàng người Mãn Châu và trao lại ấn ngọc truyền quốc của Hoàng đế triều Nguyên cho Hoàng Thái Cực. Năm 1635, Hoàng Thái Cực được các quý tộc Mông Cổ suy tôn làm Đại Hãn của Mông Cổ với danh hiệu Aghuda Öröshiyegči Nayiramdaghu Boghda Khagan. Từ đây, Mông Cổ trở thành một phần của đế chế Mãn Thanh.

### Xâm lược Triều Tiên lần thứ hai
Xem thêm: Cuộc xâm lược Triều Tiên lần thứ hai của Mãn Châu
Sau thất bại trước quân Hậu Kim năm 1627, Triều Tiên phải nhún mình triều cống. Tuy nhiên, họ vẫn duy trì thái độ dè chừng. Nhất là sau 2 thất bại của Hoàng Thái Cực trong trận Ninh Viễn lần thứ hai và trận tập kích Bắc Kinh, Triều Tiên bắt đầu trở mặt. Vì tình thế lúc đó phải tập trung củng cố nội bộ, Hoàng Thái Cực đành "tạm tha" cho Triều Tiên. Sau khi chinh phục Mông Cổ, ông chuẩn bị xưng Đại Hãn Mông Cổ, sai sứ giả thông báo cho Triều Tiên. Phía Triều Tiên liền bắt giam sứ giả của Hậu Kim, đồng thời tuyên bố không thừa nhận minh ước Kim - Triều năm 1627.
Tháng 4 năm 1636, Hoàng Thái Cực xưng đế, cải quốc hiệu Đại Thanh. Tháng 12 năm đó, lấy lý do Triều Tiên phản bội minh ước, ông đích thân xuất chinh, dẫn 12 vạn quân của Bát kỳ Mãn Châu, Mông Cổ và Hán quân, một lần nữa xuất quân đánh chiếm Triều Tiên. Các thân vương Đa Nhĩ Cổn, Hào Cách thống lĩnh cánh trái quân Mãn châu, Mông Cổ, đột kích ải Trường Sơn; Hộ bộ Thừa chính Mã Phúc Tháp (âm Mãn: Mafuta) dẫn một cánh quân đột kích vương đô Hán Dương (âm Triều Tiên: Hanseong) của Triều Tiên nhằm chặn đường rút của Triều Tiên Nhân Tổ, Đa Đạc, Nhạc Thác dẫn binh mã tiếp ứng. Bên cạnh đó, để phòng ngừa sự tập kích của nhà Minh, các Thân vương Tế Nhĩ Cáp Lãng được giao phòng thủ Thẩm Dương; A Tế Cách, A Ba Thái cửa biển Liêu Hà. Đích thân Hoàng Thái Cực cùng các Thân vương Đại Thiện, Nhạc Thác đốc suất các lộ quân còn lại tấn công thẳng vào Triều Tiên.
Quân Triều Tiên nhanh chóng vỡ trận. Một lần nữa Triều Tiên Nhân Tổ xuống nước cầu hòa. Nhưng lần này, thế lực của quân Thanh đã hùng mạnh hơn rất nhiều, nhà Minh cũng bất lực trong việc tiếp cứu cho đồng minh trung thành. Hoàng Thái Cực ra yêu cầu buộc Nhân Tổ phải đầu hàng và phải chấp nhận những điều kiện nặng nề hơn:
1. Triều Tiên trở thành phiên thuộc của Thanh triều.
2. Triều Tiên đoạn tuyệt quan hệ với nhà Minh.
3. Trưởng tử của Nhân Tổ là Chiêu Hiển Thế tử Lý Vương (chữ Hán: 李溰, chữ Triều Tiên: 이왕), thứ tử Phượng Lâm Đại quân Lý Hạo (chữ Hán: 李溰, chữ Triều Tiên: 이왕)[34] đến Thanh triều "tỏ tình hòa hiếu".
4. Triều Tiên phải triều cống Thanh triều.
5. Thanh triều đánh nhà Minh, Triều Tiên phải xuất binh mã, chiến thuyền hỗ trợ.
6. Thanh triều cấm Triều Tiên đại tu thành trì công sự mà không được phép của Thanh triều.

Không còn cách nào khác, Nhân Tổ buộc phải chấp nhận tất cả. Sau khi minh ước được ký kết, Hoàng Thái Cực cho xây dựng bia kỷ niệm "Công đức Hoàng đế Đại Thanh" rồi rút quân về.
Với hòa ước này, đồng minh truyền thống của nhà Minh đã hoàn toàn bị đánh bại và Triều Tiên dưới triều đại nhà Lý Triều Tiên buộc phải chấm dứt công nhận nhà Minh mà phải công nhận Đế chế Thanh là bảo hộ. Trên thực tế, Triều Tiên đã là chư hầu của nhà Thanh và đây là nguồn hậu cần quan trọng trong các chiến dịch tiếp theo của Hoàng Thái Cực và những người kế vị sau này. Thậm chí, cho đến mãi năm 1894, Triều Tiên vẫn là một chư hầu của nhà Thanh. Chỉ khi sau Chiến tranh Trung-Nhật lần thứ nhất, Nhật Bản đã buộc nhà Thanh phải công nhận Triều Tiên là chư hầu của Nhật, xác nhận sự kết thúc của mối quan hệ triều cống Thanh - Triều Tiên.

## Các cuộc cải cách
Khi lên nối ngôi Đại Hãn của cha mình, Hoàng Thái Cực không chỉ kế thừa sự nghiệp mà còn mở mang hùng mạnh hơn. Về điểm này, hùng tâm tráng khí của ông hơn hẳn cha mình. Nếu như Nỗ Nhĩ Cáp Xích là một võ tướng tài ba thì Hoàng Thái Cực còn là một nhà chính trị kiệt xuất. Từ những nền móng quốc gia chiếm hữu nô lệ của cha mình, ông đã tiến hành hàng loạt cải cách để phát triển thành một quốc gia phong kiến hùng mạnh, dù không kịp nhìn thấy cơ nghiệp của mình hoàn thành.

### Bãi bỏ chế độ Nghị chính vương
Như đã nêu trên, với chế độ Nghị chính vương đại thần, các Đại Bối lặc đều có quyền cùng bàn việc quốc chính. Dù đã lên ngôi Đại Hãn, nhưng thế lực của Hoàng Thái Cực vẫn không hơn vị trí một kỳ chủ, vì vậy gặp cản trở không ít bởi những thế lực quý tộc Mãn Châu bảo thủ.
Vì vậy, song song với việc loại trừ dần thế lực của các vị Đại Bối lặc, ông còn thực hiện việc cải cách về chế độ quan chức, qua đó phân tán quyền lực của các Bối lặc Bát kỳ. Ông cho mở rộng quyền lực của đại thần Tổng quản các Kỳ, quy định khi nghị bàn chính sự quốc gia hay việc cơ mật, đại thần Tổng quản sẽ cùng tham dự nghị bàn với các Chư vương, Bối lặc. Từ đó, quyền lực trong tay các Chư vương, Bối lặc bị phân chia một phần vào tay đại thần Tổng quản kỳ vụ, phá vỡ cục diện các Chư vương, Bối lặc lũng đoạn quyền lực, thao túng chi phối tình thế (vì mở rộng chủ thể được nghị sự sẽ làm cho ý kiến của các Bối lặc từ đa số sẽ trở thành thiểu số, mặt khác, những vị đại thần tổng quản này theo luật định là dưới quyền của Đại Hãn chứ không phải các vị Bối lặc). Như vậy, đã làm suy yếu một bước nữa quyền lực của các vị chư vương Bối lặc, khiến họ ở trong thế cùng giám sát, khống chế lẫn nhau.
Tiếp theo đó, ông tiếp tục làm giảm ảnh hưởng của các Đại bối lặc. Tháng 2 năm 1629, lấy lý do quan tâm đến tình hình công việc "vất vả quá mức" của Đại bối lặc, Hoàng Thái Cực thay đổi chế độ Đại bối lặc luân lưu chấp chính, đưa các Tiểu bối lặc vào cùng tham gia chấp chính. Bằng lời lẽ văn hoa mỹ miều để trấn an: "Trước đây do phải trực chấp chính hàng tháng, tất cả mọi việc đều phải phiền lụy đến các vị huynh trưởng xử lý, thật vất vả và không tiện. Kể từ nay về sau có thể ra lệnh cho các tiểu bối lặc con cháu thay thế", thực chất là việc hạ thấp vị trí các Đại bối lặc xuống ngang hàng với các Tiểu bối lặc trẻ tuổi, vốn là con cháu của Hoàng Thái Cực, đương nhiên phải phục tùng lệnh vua ban.

### Đổi quốc hiệu

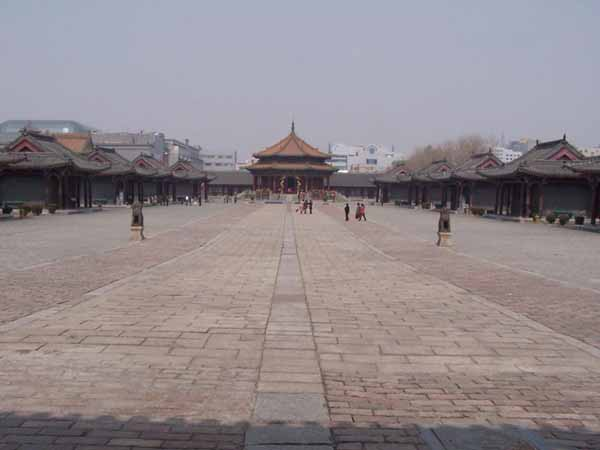
Thẩm Dương

Năm 1635, Hoàng Thái Cực bất ngờ tuyên bố đổi tên tộc người của mình từ Nữ Chân thành Mãn Châu, các vùng mà bộ tộc này trú ngụ cũng được gọi là Mãn Châu. Tháng 5 năm 1636, Hoàng Thái Cực lại đổi tên nước từ "Đại Kim" thành "Đại Thanh", chính thức thành lập triều đình nhà Thanh và lên ngôi Hoàng đế. Việc đổi tên dân tộc và quốc hiệu đã thể hiện tầm nhìn rộng và sâu sắc của Hoàng Thái Cực vượt hơn các đối thủ chính trị đương thời, điều mà mãi đến đời cháu nội ông là Khang Hy, mới có thể so sánh được.
Theo nhiều tài liệu, sở dĩ quốc hiệu Thanh được lựa chọn, bởi vì tên của nhà "Minh" (明) được cấu thành từ chữ "Nhật" (日, mặt trời) và chữ "Nguyệt" (月, Mặt Trăng), đều liên quan tới Hỏa mệnh, tức là lửa. Trong khi đó, chữ "Thanh" (清) được cấu thành từ bộ "Thủy" (水, nước) và chữ "Thanh" (青, màu xanh lam), đều liên quan đến Thủy mệnh. Theo quan niệm Ngũ hành của người Trung Hoa, Thủy - Hỏa bất dung, Thủy khắc Hỏa, mang nghĩa là nhà Thanh sẽ tiêu diệt và thay thế nhà Minh. "Thanh" (清) còn có nghĩa là "Sự trong sạch", đối lập với triều đình nhà Minh thối nát và tham nhũng.
Hiện tại, người ta chưa rõ vì sao Hoàng Thái Cực chọn cái tên Mãn Châu (, Manju) thay cho tên Nữ Chân (Jurchen) để đặt cho dân tộc mình. Có thuyết cho rằng đây là từ đồng âm trong tiếng Nữ Chân cổ có nghĩa là "dũng cảm". Có thuyết cho rằng, tên tộc Mãn Châu hàm ý chỉ họ là hậu duệ của Văn Thù Sư Lợi (âm Phạn là Mañjughoṣa), vị Bồ tát của trí huệ, mà Nỗ Nhĩ Cáp Xích là một hóa thân. Tuy nhiên, trong tiếng Hán, từ "Mãn Châu" đồng âm với nghĩa "vùng đất đầy đủ, giàu có". Cả hai chữ Mãn Châu (满洲) cũng đều có bộ Thủy.
Bằng việc này, Hoàng Thái Cực đã làm giảm đi rất nhiều thành kiến của người Hán với những hành động cai trị tàn bạo của nhà Kim của người Nữ Chân do Hoàn Nhan A Cốt Đả lập nên, đã cai trị miền bắc Trung Quốc trong thế kỷ 12 và 13. Trong giai đoạn đó, nhà Kim và người Nữ Chân đã để lại những ấn tượng không tốt trong tâm thức của các thế hệ người Hán về sự tàn ác, tham lam, và miệt thị dân tộc. Chỉ bằng một thủ pháp chính trị đơn giản, Hoàng Thái Cực thể hiện ý đồ tranh thủ sự ủng hộ của cả tầng lớp sĩ tộc lẫn binh dân Trung Quốc, xóa đi những thành kiến về dân tộc mình, nâng cao uy thế chính trị để kiến lập đế quốc, thay thế và bao gồm cả lãnh thổ Trung Nguyên.
Hoàng Thái Cực cũng đổi niên hiệu từ Thiên Thông thành Sùng Đức (chữ Hán: 崇德, âm Mãn: Wesihun Erdemungge, âm Mông Cổ: Degede Erdemtü), truy tôn Nỗ Nhĩ Cáp Xích là Thái Tổ Vũ Hoàng đế, sau cải thành Thái Tổ Cao Hoàng đế, sử sách gọi là Thanh Thái Tổ. Ông định kinh đô của nhà Thanh tại Thịnh Kinh, đổi tên Thịnh Kinh thành Thẩm Dương (chữ Hán: 沈阳, âm Mãn: Mukden) và cho xây dựng một cung điện quy mô tại đây. Đây trở thành đô thành của triều Thanh cho đến khi quân Thanh nhập quan, mới dời về Bắc Kinh để nắm cục diện khống chế toàn quốc.

### Bãi bỏ phân biệt sắc tộc
Khác với định kiến sắc tộc hẹp hòi của cha mình, cũng như xuất phát từ quan điểm thu phục nhân tâm của người Hán, đồng thời, chuẩn bị cho việc tấn công xuống phía Nam, sau khi lên ngôi được 8 ngày, Hoàng Thái Cực lập tức ra lệnh cho phép những người dân Hán này vốn là cư dân ở các vùng biên giới hoặc tù binh chiến tranh bị người Kim bắt giữ như chiến lợi phẩm, và sử dụng họ như những nô lệ, được phép lập khu để ở riêng, biên chế thành hộ dân thông thường, chọn quan viên người Hán thanh liêm đến để cai quản. Nhờ đó, rất đông dân Hán đang là thân phận nô lệ ở các trang viên (một hình thức nông nô), được khôi phục lại địa vị của một người dân bình thường. Nhờ đó, ông có thêm được sự cộng tác của các sĩ tộc người Hán, tăng cường thế lực, hạn chế quyền lực, đi đến phá vỡ cục diện bị khống chế bởi các quý tộc Mãn bảo thủ.
Ông mạnh dạn bổ nhiệm và trọng dụng nhiều quan viên người Hán và người Mông Cổ có tài năng, cũng như chú trọng việc chiêu dụ các đối thủ về phục vụ cho mình trong cuộc chiến tranh với nhà Minh mà điển hình là Hồng Thừa Trù, Khổng Hữu Đức và Cảnh Trọng Minh sau này, không quá bận tâm hay quá hoài nghi về nguồn gốc xuất thân, hay các vấn đề về lịch sử bản thân họ. Đây có thể coi là một tư tưởng cấp tiến và đã làm rất nhiều sĩ tộc người Hán và Mông Cổ dốc hết sức mình để báo đáp ân sủng, trong đó điển hình là mưu sĩ Phạm Văn Trình.
Đây chính là bước cải cách đầu tiên của Hoàng Thái Cực, mà trọng tâm là mở rộng sự tham gia của người ngoại tộc vào những thiết chế quan trọng của Hậu Kim, là cơ sở xã hội để ông thực hiện các cuộc cải cách về chính trị và quân sự về sau này.

### Cải cách nội chính
Bằng việc mở rộng việc tham chính của người ngoại tộc, Hoàng Thái Cực đã nhận được sự giúp đỡ của các mưu sĩ người Hán, từ đó bắt tay vào việc cải cách nội chính, tập trung vào hai nội dung cơ bản. Thứ nhất, củng cố chế độ tập quyền của Đại Hãn, thâu tóm quyền lực, bãi bỏ hoặc vô hiệu hóa các thế lực quý tộc Mãn bảo thủ, để thiết chế quân chủ chuyên chế phong kiến tập quyền tuyệt đối. Thứ hai, xây dựng một chế độ quan lại quy củ, tham khảo quan chế nhà Minh, xác lập cơ chế tuyển chọn quan lại theo tài năng cho tầng lớp sĩ tộc, không phân biệt sắc tộc, bồi dưỡng, chuẩn bị cho một đội ngũ quan lại sẽ giúp ông và con cháu ông cai trị người Hán sau này.
Đầu tiên, với lý do số lượng nhân sự trong các Kỳ tăng lên, ông thành lập và bổ nhiệm các chức vụ đại thần tổng quản (âm Mãn: Amban Janggin, âm Hán Việt: Lãnh Ban Chương Kinh), với chức năng phụ tá cho các Kỳ chủ. Tuy ngôi vị Kỳ chủ vẫn có địa vị cao nhất, có tính thế tập, nhưng đã có thêm các đại thần tổng quản phụ tá, thực chất mới là người điều hành, do Đại Hãn trực tiếp bổ nhiệm. Sau đó, ông tiếp tục mở rộng quyền hạn của họ, cho phép tham gia nghị bàn chính sự cùng với các Chư vương, Bối lặc, từ đó, phân tán quyền lực của các Bối lặc Bát kỳ. Chính từ đó, Hoàng Thái Cực đã có điều kiện để phá vỡ cục diện các chư vương Bối lặc lũng đoạn quyền lực, thao túng chi phối tình thế, chuyển từ chế độ nghị sự sang chế độ mệnh lệnh tối cao.
Hoàng Thái Cực nhận thức được rằng, với cơ cấu quản lý của hình thức bộ lạc du mục sẽ không còn thích hợp với một quốc gia rộng lớn, đông dân, có nhiều khác biệt văn hóa - xã hội. Với sự giúp đỡ của các mưu thần người Hán, ông đã cho thiết lập cơ chế Lục bộ ở Thẩm Dương phỏng theo mô hình triều đình nhà Minh để thực hiện việc quản lý tốt hơn một quốc gia đang trên đà phát triển.
Năm 1629, ông cho thành lập Văn Quán, với mục đích xây dựng một bộ tham mưu chính trị gồm những văn thần trí thức, không phân biệt Mãn, Hán, Mông, sang hèn. Tháng 9 năm đó, ông đã cho tổ chức cuộc thi tuyển quan lại đầu tiên với hơn 300 người tham gia, và có gần 200 vượt qua kỳ thi tuyển này. Rất nhiều sĩ tộc người Hán nhờ cuộc thi này thoát khỏi thân phận nô lệ trở thành người tự do, cùng tham gia vào việc xây dựng những phương châm và chính sách quan trọng đối nội cũng như đối ngoại của triều đình.
Sau khi xưng đế, Hoàng Thái Cực mở rộng Văn Quán thành Nội Tam Viện, gồm Quốc Sử Viện, Bí thư Viện, Hoằng Văn Viện. Mỗi Viện đặt một Đại học sĩ chủ trì, trong đó Bí thư Viện có vai trò thực tế rất quan trọng. Những sắc thư dự thảo cho hoàng đế, các tấu sớ gởi lên, đều phải qua Bí thư Viện. Nhất là các thư tín quan trọng của nhà nước đều phải do đích thân Đại học sĩ của Bí thư Viện thảo ra. Chức vụ này, Hoàng Thái Cực bổ nhiệm một sủng thần người Hán là Phạm Văn Trình nắm giữ. Đây là một điển hình cho người có nguồn gốc phía bắc Trung Quốc phục vụ cho người Mãn Châu.

### Cải cách quân đội
Với sự lớn mạnh không ngừng của Hậu Kim, thể chế Bát kỳ đã trở nên chật hẹp, không thể đáp ứng cho việc mở rộng quân đội. Vì thế, cùng với việc mở rộng lãnh thổ, Hoàng Thái Cực phỏng theo cơ cấu Bát kỳ Mãn Châu, tổ chức phát triển thêm các kỳ Mông Cổ ("Mông Cổ Bát Kỳ") và sau đó là các kỳ Hán ("Hán quân Bát Kỳ"). Việc mở rộng về cơ cấu Bát kỳ khiến cho biên chế quân chủ lực của nhà Thanh tăng lên đáng kể, lên đến 170.000 binh sĩ trong thời gian người Mãn Châu xâm chiếm Trung Quốc. Bên cạnh quân Bát kỳ Mãn Châu tinh nhuệ là các chiến binh Mông Cổ với sở trường cơ động thiện chiến và các đội quân người Hán mạnh mẽ về bộ binh và công thành.
Bên cạnh đó, Hoàng Thái Cực còn tổ chức tại các vùng mới chiếm được của người Hán một đội quân có tên là Lục doanh quân (綠營兵, lục doanh binh). Ban đầu đây là những đội quân binh của nhà Minh đầu phục quân Thanh, được Hoàng Thái Cực giữ lại để tăng thêm lực lượng. Các chức vụ chỉ huy vẫn giữ nguyên như binh chế nhà Minh như: Tổng binh, Phó tướng, Tham lãnh, Tham tướng, Tá lãnh, Du kích. Về sau, quân số Lục doanh binh phát triển, lớn gấp ba lần tổng quân số Kỳ binh, trở thành lực lượng chiến đấu tại chỗ ở những vùng mới chiếm được và là lực lượng dự bị động viên bên cạnh các đoàn quân Bát kỳ chính quy, thường trực. Về sau, để thống nhất và tiện cho việc chỉ huy, năm 1634, Hoàng Thái Cực quy định các chức vụ quân đội đều phải dùng tên Mãn, như: "Tổng binh" thành "Lãnh Ban Chương Kinh" (âm Mãn: Amban Janggin), "Phó tướng" vi thành "Mai Lặc Chương Kinh" (âm Mãn: Meiren-i Janggin), "Tham tướng" thành "Giáp Lạt Chương Kinh" (âm Mãn: Jalan-i Janggin), "Du kích" thành "Ngưu Lộc Chương Kinh (âm Mãn: Niru-i Janggin)...
Tuy vậy, dù chỉ huy Kỳ binh hay Doanh binh, đều phải là các Bối lặc hoặc các tướng tá xuất thân từ dòng dõi quý tộc hoặc ít nhất phải là người Mãn Châu. Ngay cả các tướng lĩnh phụ tá cũng chủ yếu lựa chọn trong nhóm Bắc Trung Quốc hoặc Nam Mãn Châu.
Bằng đợt cải cách này, quân đội nhà Thanh đã phát triển cả về số lượng lẫn chất lượng. Quân Thanh từ việc chỉ có sở trường cơ động của các Kỳ binh, giờ đã trở nên đa dạng cơ cấu, bổ sung lẫn nhau về kỹ thuật, sở trường tác chiến. Ngoài những chiến binh Mãn Châu dũng mãnh, Bát Kỳ còn được bổ sung thêm lực lượng kỵ binh thiện chiến của người Mông Cổ và được bổ sung thêm nguồn binh lực phong phú của người Hán vốn đông đảo, lại có sở trường về các kỹ thuật đánh bộ, công thành, chiếm đất, giữ dân và chiêu hàng đồng tộc. Quân đội Thanh triều từ 6 vạn quân Bát kỳ đã trở thành một đội quân hùng mạnh, tinh nhuệ và đông đảo, là tiền đề cho Hoàng Thái Cực có thể chủ động mở những chiến dịch quy mô để xâm lược Đại Minh sau đó.

## Chiến tranh với Minh Quốc
Ngay vừa khi lên ngôi, Hoàng Thái Cực đã tuyên bố sẽ chinh phạt nhà Minh để báo thù cho cha. Tuy nhiên, tham vọng của ông ta rõ ràng lớn hơn thế nhiều. Sự kiên trì mục tiêu, triệt để cải cách cả về chính trị lẫn quân sự, Hoàng Thái Cực hướng đến mục tiêu không chỉ chinh phục mà còn là cai trị cả vùng lãnh thổ trong tương lai.

### Tạm thời hòa hoãn

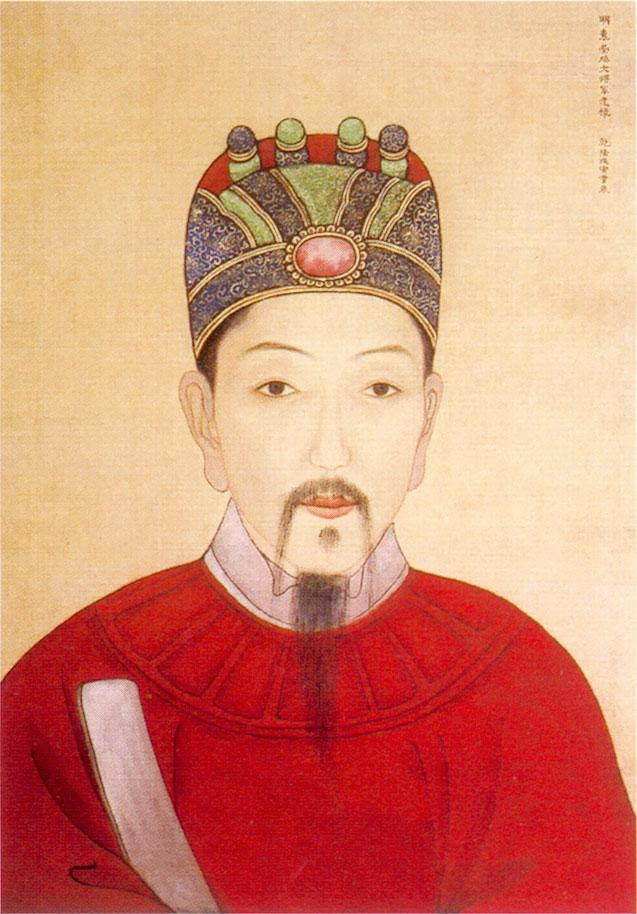
Viên Sùng Hoán

Với thất bại trận Ninh Viễn thứ nhất, Hoàng Thái Cực nhận thấy tình hình chưa chín muồi để khởi động chiến tranh. Ông cần tranh thủ thời gian để củng cố nội bộ nên chủ động đưa ra yêu cầu hòa hoãn. Viên Sùng Hoán nhận thấy cũng cần tranh thủ thời gian xây dựng, tu sửa các công sự phòng ngự nên ông ta đã đặc phái sứ giả tới viếng tang, nhằm thám thính động tĩnh của quân Hậu Kim, thăm dò thái độ của vị Đại hãn mới. Ngoài mặt hai bên đều tỏ ra hòa hoãn, nhưng thực tế lại đều khẩn trương chuẩn bị cho trận chiến tiếp theo. Hoàng Thái Cực xua quân đánh Triều Tiên để giải quyết vấn đề hậu cần, chuẩn bị lực lượng cho cuộc chiến dài hơi, lấy chiến tranh để nuôi chiến tranh. Trong khi đó Viên Sùng Hoán cũng có những bước chuẩn bị tích cực cho cuộc chiến, bằng việc ra sức tu sửa thành trì, mua sắm vũ khí, chỉnh đốn binh mã, vỗ về dân chúng.

### Chiến dịch Ninh Viễn lần hai
Sau khi chinh phục Triều Tiên lần thứ nhất, Hoàng Thái Cực tiếp tục cuộc Nam chinh đánh nhà Minh đang gián đoạn của cha mình. Đích thân Hoàng Thái Cực thống lĩnh đại quân, trong chiến dịch này còn có sự tham gia của hai Đại bối lặc là Đại Thiện và Mãng Cỗ Nhĩ Thái, trong hàng ngũ tướng tá có Nhạc Thác, Sa Ha Liên, Cao Hồng Trung, Bao Thừa Tiên..., ngoài ra, còn có mưu sĩ Phạm Văn Trình.
Tháng 5 năm 1627 (thực tế thì phải trễ hơn tháng 5), Hoàng Thái Cực chia quân làm ba hướng, trước tiên bao vây thành Cẩm Châu, sau đó mới tiến đánh Ninh Viễn, cánh quân thứ 3 bí mật mai phục, đón lõng quân tiếp viện từ thành Ninh Viễn lên tiếp cứu cho Cẩm Châu.
Do chuẩn bị kỹ nên quân Minh đã phòng thủ một cách có hiệu quả, các thành trì vẫn vững vàng trước các đợt tấn công ào ạt của quân Kim. Thêm vào đó, hỏa lực của đại pháo Hồng Di như thường lệ vẫn phát huy được uy lực, gây tổn thất rất lớn cho quân Kim. Ngoài ra, sự phối hợp chiến đấu tốt của hai cụm cứ điểm là thành Ninh Viễn và thành Cẩm Châu càng gây khó khăn hơn cho quân Kim, Thậm chí có thời điểm các chỉ huy quân Minh còn dẫn quân trong thành đánh trả quyết liệt, gây thiệt hại cho quân Kim.
Chiến dịch này kéo dài gần 5 tháng (từ tháng 5 năm 1627 đến tháng 10 năm 1627), trước sức cố thủ ngoan cường của quân Minh, tinh thần quân Kim sa sút trước sức mạnh hỏa lực đại pháo, thời tiết không thuận lợi, Hoàng Thái Cực buộc phải hạ lệnh tạm lui quân để củng cố. Một lần nữa, quân Minh dưới sự chỉ huy của Viên Sùng Hoán tận dụng thời cơ truy kích, đánh cho quân Hậu Kim đại bại, giành chiến thắng ở Ninh Viễn, Cẩm Châu. Tài liệu Trung Quốc gọi đây là trận chiến Ninh Viễn lần hai hay chiến dịch Ninh – Cẩm. Sau đại thắng Ninh - Cẩm, tình thế ngoài quan ải đã tốt dần lên đối với quân Minh.
Tuy Viên Sùng Hoán một lần nữa đại thắng quân Hậu Kim, nhưng tại triều, thái giám Ngụy Trung Hiền cùng bè đảng lo ngại uy thế đang lên của ông, đã gièm pha ông với Minh đế với tội danh cố ý khiêu khích dẫn đến chiến tranh và lúc chiến sự nguy cấp lại bỏ mặc, không đích thân dẫn quân tiếp ứng Cẩm Châu. Vì việc này, Viên Sùng Hoán bị cách chức.

### Trận tập kích Bắc Kinh
Sau khi bị cách chức, Viên Sùng Hoán bỏ về quê. Mãi khi Sùng Trinh lên ngôi, trừ bỏ Ngụy Trung Hiền, triều hồi Viên Sùng Hoán và bổ nhiệm ông làm Tổng đốc Liêu Đông, trấn thủ Sơn Hải quan để phòng giữ quân Hậu Kim.
Việc Viên Sùng Hoán được phục chức và tiếp tục chỉnh đốn phòng ngự ở Liêu Đông làm cho Hoàng Thái Cực không thể thực hiện được kế hoạch nam chinh của mình một cách thuận lợi. Ông biết rằng không dễ dàng vượt Sơn Hải Quan vì Ninh Viễn và Cẩm Châu phòng thủ cẩn mật, khó lòng công phá. Vì vậy ông quyết định đổi hướng tấn công, đi vòng qua Liêu Đông để tấn công vào Bắc Kinh.
Lợi dụng cơ hội hầu hết quân chủ lực của nhà Minh đang tập trung ở phía Nam, bao vây quân Lý Tự Thành tại Xa Sương Hạp, ngày 27 tháng 10 năm 1629, Hoàng Thái Cực xuất quân, trực tiếp chỉ huy 10 vạn tinh binh, vòng qua phòng tuyến Liêu Đông, chia quân làm ba đường, đột phá Vạn lý Trường thành ở phía Tây Bắc, vào ba cửa Đại An (Đại An khẩu), Long Cảnh (Long Tỉnh Quan) và Hồng Sơn, vòng đến Hà Bắc, tiến vào đột kích thành Bắc Kinh.
Quân Minh kháng cự yếu ớt vì bị bất ngờ trước sức cơ động quá nhanh của quân Kim. Vua Sùng Trinh vội vàng tăng cường phòng thủ, vừa hạ lệnh cho quân từ các nơi hỏa tốc về kinh thành hỗ trợ. Tổng binh nhà Minh là Mãn Quế cố gắng chỉ huy chống lại bên ngoài cửa Đức Thắng Môn và An Định Môn. Pháo binh trên thành của nhà Minh liền bắn yểm trợ, nhưng họ lại bắn nhầm vào cả quân đội của mình, khiến quân Minh bị tổn thất không ít, bản thân Mãn Quế cũng bị thương, đành phải dẫn tàn quân lui trở vào thành cố thủ chờ viện binh.
Việc quân Hậu Kim bất ngờ tập kích Bắc Kinh nằm ngoài dự liệu của Viên Sùng Hoán, vì vậy, khi biết tin quân Kim vòng qua Liêu Đông, Viên Sùng Hoán vội vàng xuất binh chặn đường tiến quân của Hậu Kim. Tuy nhiên, quân Hậu Kim tiến quá nhanh, liên tục hạ các thành trì trên đường và tiến đến sát ngoại thành Bắc Kinh. Ông vội vàng hạ lệnh cho 5 vạn binh mã từ thành Ninh Viễn, Cẩm Châu cấp tốc kéo về kinh sư để cứu viện. Đích thân Viên Sùng Hoán dẫn 9.000 quân thiết kỵ, hành quân suốt đêm để vượt lên trước quân Kim và vào thành Bắc Kinh trước. Vua Sùng Trinh liền hạ lệnh cho ông chỉ huy toàn bộ lực lượng của thành Bắc Kinh, hợp với quân các lộ kéo về, nhanh chóng giải tỏa áp lực của quân Kim.
Tháng 11 năm 1629, hai bên kịch chiến trước thành Bắc Kinh ở bên ngoài cửa Quảng Cừ Môn. Đích thân Viên Sùng Hoán khoác áo giáp sắt chỉ huy đôn đốc tướng sĩ các lộ tích cực chống trả quân Kim. Sau nửa ngày kịch chiến, quân Minh đã đẩy lui sự tấn công của quân Hậu Kim, bảo vệ được kinh thành Bắc Kinh. Hoàng Thái Cực một lần nữa đành bỏ dở chiến dịch, rút quân ra phía ngoài quan ải. Lần này, tuy thắng trận nhưng Viên Sùng Hoán không đuổi theo mà đóng quân ở lại để bảo vệ thành Bắc Kinh và lăng miếu của Hoàng triều.

### Ly gián vua tôi nhà Minh
Sau chiến thắng Ninh Viễn lần thứ nhất, Viên Sùng Hoán bị nhiều đồng liêu gièm pha vì việc đã có quan hệ tốt với nhà Kim. Viên Sùng Hoán phải dâng sớ thuật lại mục đích của mình. Tờ sớ giải trình: "Ngoài quan ải đất hẹp người đông nên phải xây dựng sửa sang lại ba thành Cẩm Châu, Trung Tả và Đại Lãng để phòng tuyến kéo dài ngoài quan ải đến 400 dặm. Nếu như thành chưa được tu sửa xong mà quân nhà Kim đã đánh thì tất phải thua. Ta đã ở vào thế đánh thì thắng thủ thì bại. Vì thế nhân nhà Kim đánh nhau với Triều Tiên, chúng ta lấy kế hòa để tiến, hoãn binh củng cố thành trì. Khi nhà Kim đến thì chúng ta đã tu sửa tốt thành trì vùng biên để vững chắc thì nhà Kim không thể làm gì được". 
Minh Hy Tông đồng ý với cách lý giải của Viên Sùng Hoán, việc xì xào của triều thần cũng tạm thời lắng xuống, nhưng những nghi ngờ trong lòng họ vẫn chưa dứt hẳn. Mấy năm sau, việc nghị hòa của Viên Sùng Hoán bị khoác lên tội danh tư thông với giặc và phải trả giá bằng mạng sống của mình.
Chiến dịch tấn công Bắc Kinh của Hoàng Thái Cực một lần nữa không thành công. Nguyên nhân chính là vì sự tồn tại của Viên Sùng Hoán một viên tướng tài trí và giàu lòng ái quốc. Biết là Viên Sùng Hoán và đội quân của ông ta sẽ gây trở ngại rất nhiều cho đế nghiệp của mình, Hoàng Thái Cực đã tập trung đối phó với ông, dùng đòn phản gián để triệt hạ cá nhân viên đại tướng này.
Qua mạng lưới tình báo, Hoàng Thái Cực đã nhanh chóng biết tin Triều đình nhà Minh mà đặc biệt là Sùng Trinh đang nghi ngờ Viên Sùng Hoán và cho rằng đây là cơ hội tốt nhất để dùng kế ly gián chia rẽ nội bộ.
Trước hết, ông cho người phao tin có sự gặp gỡ riêng tư giữa ông và Hoàng Thái Cực, về mật ước nghị hòa tại biên giới ba năm về trước, về mật ước việc muốn bán rẻ Bắc Kinh cho nhà Hậu Kim cũng như việc Viên Sùng Hoán biết được những thông tin về cuộc hành quân của Hoàng Thái Cực.
Quả nhiên, vua tôi nhà Minh đều trúng kế. Viên Sùng Hoán bị một số triều thần vu cáo ông là kẻ dẫn Hổ nhập quan, nhằm uy hiếp triều đình, buộc triều đình phải chấp thuận chủ trương nghị hòa với Hậu Kim của ông, và qua đó đôi bên sẽ ký hiệp ước bất bình đẳng trước sự uy hiếp của quân Hậu Kim. Một số khác vu cáo việc quân Hậu Kim vây thành Bắc Kinh lần này hoàn toàn là do Viên Sùng Hoán dẫn về. Khi quân Kim rút lui, ông lại không truy kích, giữa ông và Hoàng Thái Cực thông đồng âm mưu... Bên cạnh đó, Vương Vĩnh Quang cùng đồng đảng lại liên tiếp dâng tấu biểu vu cáo Viên Sùng Hoán cố tình giết Mao Văn Long (là viên tướng trấn giữ vùng biên giới gần với Triều Tiên) để lấy lòng nhà Kim, cấu kết và tư thông với giặc, đề nghị triều đình xử tội.
Hoàng đế Sùng Trinh là một người độc đoán lại đa nghi, sẵn có lòng nghi ngờ Viên Sùng Hoán không thực sự trung thành, cứu binh chậm trễ, vì vậy, lập tức triệu Viên Sùng Hoán vào triều đình vấn tội, trách cứ ông tại sao đưa viện binh về quá trễ, rồi hạ lệnh bắt ông vào ngục. Tháng 8 năm 1630, sau hơn nửa năm bị giam trong ngục, Viên Sùng Hoán bị xét xử vào tội "dối vua phản quốc", tội thông đồng với quân địch với lập luận là: quân địch tự ý thoái lui chứ không phải bị Viên Sùng Hóa đánh bại, Viên Sùng Hoán cũng không đuổi theo quân địch mà đóng quân ở lại kinh thành là có ý đồ. Tội danh này phải xử cực hình: Ngũ mã phân thây (5 ngựa xé xác) trước cổng kinh thành, vợ con thì bị bắt đi đày cách xa 3.000 dặm.
Đau đớn nhất cho Viên Sùng Hoán là kể cả những người dân chúng kinh thành mà ông hết lòng bảo vệ, cũng cho rằng Viên Sùng Hoán cấu kết và dẫn đường cho giặc Kim vào xâm lược nên ai cũng hận ông đến tận xương tủy. Sau khi ông thọ hình trước cổng thành, nhiều người đã tranh giành thân xác ông như muốn ăn tươi nuốt sống để thỏa nỗi thù hận.
Quỷ kế của Hoàng Thái Cực thành công vượt mức mong đợi. Ông vừa loại bỏ được đối thủ quân sự nguy hiểm nhất trong đời cầm quân của mình, vừa gây nên sự nghi kỵ, tâm lý chán nản và bất mãn trong quân dân nhà Minh. Quân Kim từ lúc đó ngày càng chiếm thế chủ động chiến trường. Nhà Minh đã không còn một viên tướng nào đủ tài năng và nhiệt huyết để có thể đọ sức được với Hoàng Thái Cực, đẩy lùi quân Kim. Cũng chính vì sự kiện này mà các nhà quân sự đời sau bình luận rằng nhà Minh mất nước, không mất vì giặc cướp mà mất ngay từ trong cổng ngõ, không mất ở bờ cõi mà mất ngay từ lời xàm tấu Đài quan

### Tung hoành vùng quan ngoại
Tuy diệt trừ được Viên Sùng Hoán, Hoàng Thái Cực vẫn nhận thấy quân Hậu Kim chưa đủ khả năng công phá Đại Minh, cũng như chưa đủ lực lượng để đánh dài ngày với lực lượng đông đảo của Minh triều. Ông quyết định trước mắt phải tiếp tục duy trì thế trận đánh tiêu hao binh lực của nhà Minh, đồng thời với việc tiếp tục phát triển lực lượng. Vì vậy, trên đường rút quân, ông tranh thủ tập kích Lư Câu Kiều, đánh tan rã một lực lượng 4 vạn quân do Mãn Quế và một số tổng binh khác chỉ huy đang đóng tại bên ngoài cửa thành Vĩnh Định Môn.
Cuối năm 1630, Hoàng Thái Cực lại chuyển quân đến Thông Châu, rồi tiến về phía đông để chiếm bốn thành Thông Hóa (Tôn Hóa), Vĩnh Bình (Thủy Bình), Thiên An, Loan Châu (đều nằm trong tỉnh Hà Bắc hiện nay), rồi giao cho Đại Bối lặc A Mẫn phòng giữ bốn thành mới chiếm này. Ông dự định sẽ dùng bốn ngôi thành để làm căn cứ dưỡng quân, từ đó sẽ xuất kích luân phiên đánh giáp công Sơn Hải Quan. Tuy nhiên, sau khi ông rút quân, Đại học sĩ triều nhà Minh là Tôn Thừa Tông đã tổ chức binh lực chiếm lại bốn ngôi thành này. Đại Bối lặc A Mẫn kinh hoảng, không tổ chức cuộc chống cự mà chỉ ra lệnh rút quân. Đã thế, trước khi tháo chạy, ông ta còn ra lệnh tàn sát, cướp bóc quân dân trong thành. Việc này không chỉ làm đổ vỡ kế hoạch của Hoàng Thái Cực, mà còn gây thất nhân tâm cho công cuộc chinh phục về sau. Khi nhận được tin 4 thành đã mất, Hoàng Thái Cực hết sức giận dữ, ra lệnh tước bỏ mọi danh vị quyền lợi của A Mẫn, tống ngục vĩnh viễn.
Hoàng Thái Cực vì hậu quả hành động của Đại bối lặc A Mẫn nên gặp rất nhiều khó khăn trong việc thu phục các thành trì nhà Minh. Điều này, buộc ông phải tăng cường các biện pháp để chiêu hàng để thu phục đối thủ, thu phục nhân tâm ở những vùng đất chiếm được. Tháng 8 năm 1631, Hoàng Thái Cực bất ngờ tập kích thành Đại Lãng Hà, thực hiện chiến thuật "vây thành diệt viện". Quân dân nhà Minh giữ thành vì "cạn hết lương thực, nên quân và dân phải ăn thịt lẫn nhau", rốt cuộc buộc phải đầu hàng. Ông cũng cho một Hán thần có tài ăn nói đến chiêu hàng cứ điểm Tây Sơn, một cứ điểm hiểm yếu mà ông nhiều lần tấn công nhưng vẫn không hạ được. Năm 1633, ông cho mưu sĩ Phạm Văn Trình thuyết phục Khổng Hữu Đức và Cảnh Trọng Minh, vốn là 2 cựu tướng nhà Minh, nhân tình thế chiêu tập thuộc hạ để xây dựng thế lực cát cứ. Do lo sợ bị nhà Minh tiễu trừ, 2 tướng liền đồng ý quy thuận Hậu Kim. Về sau, Khổng Hữu Đức và Cảnh Trọng Minh đều trở thành những võ tướng có công lớn trong việc giành thiên hạ cho nhà Thanh, được phong đến tước vương.
Năm 1635, Hoàng Thái Cực kéo quân về Thạnh Kinh (Thẩm Dương) để dưỡng sức binh sĩ, chờ thời cơ đánh chiếm Trung Nguyên. Đây cũng là giai đoạn ông thực hiện việc chỉnh đốn triều chính, lên ngôi, xưng Đế, đổi tộc hiệu, quốc hiệu, xây dựng kinh đô cho Đế chế Thanh. Chính vì vậy các hoạt động quân sự trong thời gian này tạm dừng.
Năm 1639, triều đình nhà Minh đã cử một tướng lĩnh có công trong việc trấn áp quân Lý Tự Thành là Hồng Thừa Trù, lên quan ải giữ chức vụ Tổng đốc Kế Liêu (Kế Châu và Liêu Đông). Dù không thiên về phòng ngự chủ động như Viên Sùng Hoán, Hồng Thừa Trù cũng đã thực hiện nhiều phương án để củng cố và tăng cường tuyến phòng thủ Sơn Hải quan. Dù ở thế "án binh bất động", không có hoạt động quân sự nào đáng kể, quân Minh cũng đủ sức ngăn chặn sự phát triển của quân Thanh xuống phía Nam.
Nhận định nguyên nhân ba lần đột nhập vùng Quan nội thất bại đều do việc không chiếm được Sơn Hải Quan, tháng 7 năm 1641, Hoàng Thái Cực một lần nữa phái quân bao vây Cẩm Châu, quyết tâm công phá cứ điểm quan trọng này. Hồng Thừa Trừ dẫn thuộc tướng Ngô Tam Quế và 13 vạn nhân mã kéo đến tiến ra quan ải, tập kết tại Ninh Viễn, rồi từ đó tiến lên chi viện cho Cẩm Châu.
Hồng Thừa Trù vốn tính cẩn trọng. Ông ta chủ trương chiến pháp tiến chậm nhưng chắc chắn để giành thắng lợi. Tuy vậy, tân Binh bộ Thượng thư là Trần Tân Giáp đã phái giám trận, giám quân và đốc chiến, thúc Hồng Thừa Trù đẩy nhanh tốc độ hành quân. Vì vậy, kế hoạch tiến chậm và chắc của Hồng Thừa Trù bị phá sản. Nhận thấy sơ hở chết người của quân Minh, tháng 8 năm 1641, Hoàng Thái Cực dẫn đại quân từ Thẩm Dương tiến chiếm khu vực giữa Tùng Sơn và Hạnh Sơn, cắt đứt sự liên hệ của quân Minh giữa hai khu vực này, đồng thời cũng cắt đứt đường rút lui của Hồng Thừa Trù. Tiếp đó, Hoàng Thái Cực lại cho quân đi đoạt hết lương thực tại núi Tháp Sơn. Hồng Thừa Trù hoàn toàn bị động, và bị vây khốn tại Tùng Sơn, vì thế nửa năm sau, Hồng Thừa Trù đã bị Hoàng Thái Cực bắt sống.
Hoàng Thái Cực biết Hồng Thừa Trù sẽ là người có tác dụng hết sức to lớn đối với việc mình tiến vào làm chủ Trung Nguyên, vì vậy, một lần nữa ông sai mưu sĩ Phạm Văn Trình đi chiêu hàng Hồng Thừa Trù. Do sự phân tích thiệt hơn, cũng như thái độ ân cần đối đãi của Hoàng Thái Cực, Hồng Thừa Trù cuối cùng cũng chấp nhận đầu hàng.

### Sự nghiệp dang dở

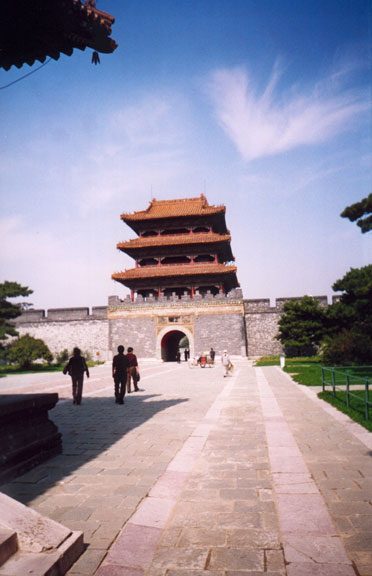
Chiêu lăng, khu lăng mộ của Hoàng Thái Cực. Ngày nay là Công viên Bắc Lăng, thuộc thành phố Thẩm Dương, tỉnh Liêu Ninh, Trung Quốc.

Sau khi Hồng Thừa Trù bị bắt, nhà Minh đã phong cho thuộc tướng của Hồng Thừa Trù là Ngô Tam Quế lên làm trấn thủ Sơn Hải quan. Tuy nhiên, lúc này ở phía Nam, lực lượng của Sấm vương Lý Tự Thành đã phát triển mạnh mẽ, đánh tan các lực lượng đánh dẹp của nhà Minh, chuẩn bị tiến về Bắc Kinh. Hoàng Thái Cực dự tính khi quân Minh bị quân Lý Tự Thành làm cho suy yếu, sẽ lợi dụng thời cơ để công phá Sơn Hải quan, tiến vào tiêu diệt chính quyền nhà Minh.
Tuy nhiên, trong quá trình chuẩn bị, Hoàng Thái Cực lâm bệnh và bất ngờ qua đời vào ngày 21 tháng 9 năm 1643 (Sùng Đức năm thứ 8), hưởng dương 52 tuổi, tại vị được 17 năm (một số ý kiến cho rằng ông mất vào năm 1644, cai trị được 18 năm). Hoàng Thái Cực chết trước khi kịp thấy sự nghiệp chinh phục Trung Quốc hoàn thành. Tuy nhiên, cái chết của ông không chứng tỏ sự suy yếu tham vọng của người Mãn Châu. Với những thành quả chuẩn bị của Hoàng Thái Cực, những người kế tục sự nghiệp của ông đã hoàn tất sự nghiệp chinh phục nhà Minh vào năm 1646, mở ra thời đại nhà Thanh cai trị Trung Quốc trong gần 300 năm.
Trong thời gian tại vị, Hoàng Thái Cực đã đặt 2 niên hiệu Thiên Thông (天聰) từ năm 1627 đến năm 1636, khi ông ở ngôi vị Đại Hãn Kim quốc; và Sùng Đức (崇德) từ năm 1636 đến năm 1643, với tư cách là Hoàng đế Đại Thanh. Ông mất ở tuổi 52, thi hài của ông được an táng tại Chiêu lăng (昭陵).
Cũng như cha mình, Hoàng Thái Cực chết khi chưa kịp chỉ định người nối ngôi. Vì vậy, sau khi ông chết, xảy ra cuộc tranh chấp ngôi vị giữa con trai trưởng của ông là Hào Cách và người em cùng cha khác mẹ Đa Nhĩ Cổn. Cuối cùng, hai bên chấp nhận giải pháp dung hòa là tôn lập Bối lặc Phúc Lâm, người con trai thứ 9 của Hoàng Thái Cực, lên nối ngôi, đặt niên hiệu là Thuận Trị, tức Thanh Thế Tổ. Sau khi lên ngôi, Hoàng đế Thuận Trị đã phong thụy hiệu cho cha là Ứng Thiên Hưng Quốc Hoằng Đức Chương Vũ Khoan Ôn Nhân Thánh Duệ Hiếu Văn Hoàng đế (應天興國弘德彰武寬溫仁聖睿孝文皇帝).
Qua các đời Khang Hi, Ung Chính và Càn Long, thụy hiệu của ông đầy đủ là Ứng Thiên Hưng Quốc Hoằng Đức Chương Vũ Khoan Ôn Nhân Thánh Duệ Hiếu Kính Mẫn Chiêu Định Long Đạo Hiển Công Văn Hoàng đế (應天興國弘德彰武寬溫仁聖睿孝敬敏昭定隆道顯功文皇帝).

## Nhận xét
Trong cuộc chiến tranh giữa Mãn Châu và Đại Minh trong thời gian trị vì của Hoàng Thái Cực. Ban đầu, với ưu thế pháo binh của mình, nhà Minh liên tục đẩy lùi người Mãn Châu, trong các năm 1627 và 1629. Tuy nhiên, họ không thể chiếm lại được quyền kiểm soát của mình đối với các vùng đất mà người Mãn Châu chiếm giữ. Từ năm 1629 về sau này, nhà Minh dần đến bờ vực của sự sụp đổ với những vụ tranh giành quyền lực bên trong và những vụ tấn công tiên tiếp ở miền bắc từ phía người Mãn Châu; Hoàng Thái Cực đã chủ động chuyển sang chiến thuật đột kích nhằm tránh đối mặt với quân đội Minh trong những trận chiến lớn với ý đồ tiêu diệt dần sinh lực của nhà Minh.
Không thể tấn công trực tiếp vào đầu não nhà Minh, người Mãn Châu chờ đợi cơ hội của mình, phát triển pháo binh của riêng họ và thành lập các liên minh. Hoàng Thái Cực lại có được các quan chức trong triều nhà Minh làm quân sư cho mình và vào năm 1633 họ hoàn thành việc chinh phục Nội Mông, dẫn tới việc tuyển được một số lượng lớn lính Mông Cổ dưới cờ Mãn Châu, cùng với các cuộc cải cách về quân sự, thực lực của quân Thanh đã phát triển và chiếm được một con đường nữa dẫn tới trung tâm đế chế Minh.
Trong cuộc chiến ác liệt này, tổn thất về nhân mạng là rất lớn, quân và dân của nhà Minh thì thiệt mạng trước các cuộc càn quét của kỵ binh Bát kỳ. Nhưng đổi lại, không ít chiến binh Mãn Châu cũng đã thiệt mạng dưới hỏa lực của quân Minh. Tổn thất về vật chất cũng đáng kể, trong giai đoạn này, nhiều thành trì, đường sá, cầu cống cũng bị thiệt hại do các hoạt động quân sự của hai bên, đặc biệt là thiệt hại nặng nề cho nhà Minh vì chiến sự chủ yếu diễn ra tại Trung Quốc.
Nói chung, dù Hoàng Thái Cực có chết một cách đột ngột nhưng những hoạt động quân sự của ông vẫn có ý nghĩa lớn lao. Trước hết, qua hàng loạt chiến dịch, quân Thanh đã chiếm được thế chủ động về quân sự tại vùng Đông Bắc đẩy nhà Minh vào thế chống trả bị động, ngày càng lùi sâu vào nội địa. Cũng qua các chiến dịch quân sự này mà quân Mãn Châu đã rút kinh nghiệm trong việc đối phó với hỏa lực của quân Minh, họ đã có ý thức phát triển pháo binh để công thành, đồng thời phát triển nhiều chiến thuật và phương tiện để đánh chiếm các công sự (bằng việc sử dụng nhiều binh lính người Hán có kinh nghiệm). Cũng qua những chiến dịch của Hoàng Thái Cực, nhiều thành trì, công sự của nhà Minh xây dựng đã bị phá hủy ví dụ như Vạn Lý trường thành, Thành Cẩm Châu, Thành Đại Lãng Hà và nhiều thành khác... Tuy nhiên thành trì vững vàng nhất là Viên Sùng Hoán đã bị loại trừ bằng một kế ly gián.
Hậu thế có nhiều lời đánh giá, khen chê về ông nhưng qua cuộc đời và sự nghiệp của ông, chúng ta có thể đánh giá một cách tổng thể.
- Ở vị trí là một chính trị gia: Với tư cách là một chính trị gia, Hoàng Thái Cực đã thể hiện mình là một người mẫn cán, cơ trí biết đắc nhân tâm, thành thạo các thủ đoạn về quyền biến. Chính vì vậy, trong số các hoàng tử của Nỗ Nhĩ Cáp Xích ứng cử cho chức vụ Đại Hãn, ông đã vượt qua tất cả để lên ngôi tối cao. Sau khi lên ngôi, Hoàng Thái Cực bắt đầu đảm nhiệm trọng trách trị vì Hậu Kim, ông thống soái quân đội báo thù cho cha, kiên quyết bước trên con đường gian khổ, đầy cam go. Chính ông đã kiến lập nên Vương triều Đại Thanh, trở thành vị Hoàng Đế khai quốc đầu tiên của triều Thanh. Khi ở ngôi cao, ông không ngừng dùng các thủ đoạn của mình để loại bỏ các đối thủ cản trở bá nghiệp, trở thành một vị vua nắm thực quyền.

Một yếu tố không thể không nhắc đến khi bàn về nhân vật này, đó là Hoàng Thái Cực là một vị lãnh tụ rất giỏi về thủ thuật nắm bắt tâm lý, giỏi thu phục lòng người. Ông ta luôn biết "đắc nhân tâm" để thực hiện các ý đồ chính trị của mình trong quá trình củng cố ngôi vị, loại bỏ các thế lực chướng ngại. Khi các đối thủ của ông là A Tế Cách, A Mẫn, Mãng Cổ Nhĩ Thái và Đại Thiện có những hành động sơ hở, ông ta đã chớp cơ hội, khai thác triệt để những vấn đề này, đưa vấn đề này vào chương trình nghị sự để nghiêm trọng hóa nó.
Trong quá trình nghị sự, bàn bạc, ông đã thuyết phục được mọi người và biết tập hợp những tâm lý phụ họa theo để tạo "Thể đầu rồng" nhằm tranh thủ sự ủng hộ đông đảo đối với các quyết định của mình, qua đó đạt được mục đích chính. Một trong những minh chứng rõ rệt chính là hành động trưng cầu ý kiến của các quần thần về ngai vị Đại Bối lặc ngồi ngang hàng với Đại hãn, qua đó buộc Đại Thiện phải "tự nguyện" rời ngai vị dù không thực tâm muốn như vậy.
Khi thừa kế di sản do Nỗ Nhĩ Cáp Xích để lại, ông đã dũng cảm đứng ra nhận trách nhiệm phát dương dân tộc Mãn Châu dù phía trước rất nhiều khó khăn đến từ trong lẫn ngoài. Điều này cũng có sự khác biệt nhất định so với các anh em của ông vốn chỉ muốn tranh giành để hưởng thụ quyền lực (điển hình là tập đoàn Đại Thiện, A Mẫn, Mãng Cổ Nhĩ Thái).
- Ở vị trí là một nhà quản lý: Hoàng Thái Cực đã tiếp nối cha củng cố chính quyền Mãn Châu, thành lập nước Đại Thanh. Hoàng Thái Cực xưng đế mở ra triều đại nhà Thanh.

Trên cương vị là một người đứng đầu đất nước, ông đã có những cải cách quan trọng là tiền đề cho sự hưng thịnh của triều Mãn Thanh sau này. Ông đã đổi tên dân tộc, đổi quốc hiệu của nước nhà để phần nào xóa đi sự hận thù của người Hán đối với người Nữ Chân. Ông xóa bỏ chế độ nông nô, xóa bỏ sự phân biệt Mãn – Hán, trọng dụng những nhân tài xuất thân từ người Hán, cải cách Bát kỳ, qua đó có thể thấy ông là một người có tầm nhìn xa, vượt qua được ranh giới của chủ nghĩa dân tộc hẹp hòi, ích kỷ, luôn lấy đại nghiệp làm trọng.
Ông còn thực hiện việc cải cách chế độ quan chức, lấy học vấn làm điều kiện để thăng quan, tổ chức bộ máy nhà nước theo mô hình của Trung Quốc qua đó tăng cường hiệu lực quản lý của nhà nước.
Ông còn tăng cường tính nghiêm minh trong việc thực thi pháp luật, không vị nể quan hệ trong việc thưởng phạt.
Những chính sách cải cách của ông đều xuất phát từ lợi ích lâu dài của quốc gia, dân tộc. Việc tập trung quyền lực vào tay nhà vua tuy giúp cho ông có nhiều uy quyền nhưng đây cũng là một yêu cầu khách quan của lịch sử, là một giai đoạn "quá độ" từ bộ lạc, bộ tộc trở thành một xã hội phong kiến của người Mãn Châu.
- Ở vị trí là một thống soái quân đội: Với tư cách là người chỉ huy quân đội, ông đã tỏ ra mình là một viên tướng tài năng, tinh thông binh pháp, đa mưu túc trí. Dưới thời của cha ông, quân Kim vẫn chưa thể vượt qua được Vạn lý Trường thành để xâm nhập quan nội thì với sự thống lĩnh của ông, quân Hậu Kim và sau này là quân Thanh đã nhiều lần xâm nhập Trung Quốc, phá hủy nhiều thành trì, thậm chí còn uy hiếp cả Bắc Kinh. Ông cũng đã dùng kế ly gián để loại bỏ Viên Sùng Hoán, người được xem là chướng ngại trên con đường chinh phục Trung Hoa của dân tộc Mãn Châu. Ngoài ra, những công lao to lớn phải kể đế đó là việc chinh phục Triều Tiên, Mông Cổ và làm chủ vùng Đông Bắc Trung Quốc, tất cả đã tạo ra thời và thế để cho những người kế tục của ông sau này hoàn thành đại nghiệp.

Và thực sự ông là một kẻ mạnh là một người chịu được mọi sự thử thách và luôn kiên trì cho đến cùng. Trong cuộc chiến với nhà Minh, rất nhiều lần ông đã bị Viên Sùng Hoán đánh bại nhưng ông không đầu hàng mà sau mỗi trận thất bại ông đều chuẩn bị lực lượng cho trận kế tiếp. Cuối cùng ông đã dùng kế loại bỏ Viên Sùng Hoán và tiếp theo đó là một loạt chiến dịch xâm nhập Trung Quốc, thực hiện được một phần nào giấc mộng đế vương của mình. Qua đó có thể thấy tính kiên trì, bền bỉ trong ý chí của ông. Sự kiên nhẫn này đã mang đến cho ông "khả năng duy trì sự bền bỉ để đạt được mục tiêu đã đề ra và theo đuổi ước mơ đến cùng". Với tài trí, sự khôn khéo, lòng quyết tâm, tính kiên trì đã giúp ông hoàn thành nên đại nghiệp dù chưa trọn vẹn, là vị Hoàng Đế khai quốc của triều Thanh.

## Gia đình
| \| \| \| \| \| \| \| \| \| \| \| \| \| \| \| \| \| \| \| \| Hưng Tổ Trực Hoàng đế Phúc Mãn \| \| \| \| \| \| \| \| \| \| \| \| \| \| \| \| \| \| \| \| \| \| \| \| \| \| \| \| \| \| \| \| \| \| \| \| \| \| \| \| \| \| \| \| \| \| \| \| \| \| \| \| \| \| Cảnh Tổ Dực Hoàng đế Giác Xương An \| \| \| \| \| \| \| \| \| \| \| \| \| \| \| \| \| \| \| \| \| \| \| \| \| \| \| \| \| \| \| \| \| \| \| \| \| \| \| \| \| \| \| \| \| \| \| \| \| \| \| \| \| \| Trực hoàng hậu Hỉ Tháp Lạp thị \| \| \| \| \| \| \| \| \| \| \| \| \| \| \| \| \| \| \| \| \| \| \| \| \| \| \| \| \| \| \| \| \| \| \| \| \| \| \| \| \| \| \| \| \| \| \| \| \| \| \| \| \| \| Hiển Tổ Tuyên Hoàng đế Tháp Khắc Thế \| \| \| \| \| \| \| \| \| \| \| \| \| \| \| \| \| \| \| \| \| \| \| \| \| \| \| \| \| \| \| \| \| \| \| \| \| \| \| \| \| \| \| \| \| \| \| \| \| \| \| \| \| \| Dực hoàng hậu \| \| \| \| \| \| \| \| \| \| \| \| \| \| \| \| \| \| \| \| \| \| \| \| \| \| \| \| \| \| \| \| \| \| \| \| \| \| \| \| \| \| \| \| \| \| \| \| \| \| \| \| \| \| Thái tổ Cao Hoàng đế Nỗ Nhĩ Cáp Xích \| \| \| \| \| \| \| \| \| \| \| \| \| \| \| \| \| \| \| \| \| \| \| \| \| \| \| \| \| \| \| \| \| \| \| \| \| \| \| \| \| \| \| \| \| \| \| \| \| \| \| \| \| \| Đô đốc Tham Sát \| \| \| \| \| \| \| \| \| \| \| \| \| \| \| \| \| \| \| \| \| \| \| \| \| \| \| \| \| \| \| \| \| \| \| \| \| \| \| \| \| \| \| \| \| \| \| \| \| \| \| \| \| \| Đô đốc A Cổ \| \| \| \| \| \| \| \| \| \| \| \| \| \| \| \| \| \| \| \| \| \| \| \| \| \| \| \| \| \| \| \| \| \| \| \| \| \| \| \| \| \| \| \| \| \| \| \| \| \| \| \| \| \| Tuyên hoàng hậu Hỉ Tháp Lạp thị \| \| \| \| \| \| \| \| \| \| \| \| \| \| \| \| \| \| \| \| \| \| \| \| \| \| \| \| \| \| \| \| \| \| \| \| \| \| \| \| \| \| \| \| \| \| \| \| \| \| \| \| \| \| Thái tông Văn Hoàng đế Hoàng Thái Cực \| \| \| \| \| \| \| \| \| \| \| \| \| \| \| \| \| \| \| \| \| \| \| \| \| \| \| \| \| \| \| \| \| \| \| \| \| \| \| \| \| \| \| \| \| \| \| \| \| \| \| \| \| \| Diệp Hách bộ Bối lặc Trữ Khổng Cách \| \| \| \| \| \| \| \| \| \| \| \| \| \| \| \| \| \| \| \| \| \| \| \| \| \| \| \| \| \| \| \| \| \| \| \| \| \| \| \| \| \| \| \| \| \| \| \| \| \| \| \| \| \| Diệp Hách bộ Bối lặc Thái Xử \| \| \| \| \| \| \| \| \| \| \| \| \| \| \| \| \| \| \| \| \| \| \| \| \| \| \| \| \| \| \| \| \| \| \| \| \| \| \| \| \| \| \| \| \| \| \| \| \| \| \| \| \| \| Diệp Hách bộ Bối lặc Dương Cát Nỗ \| \| \| \| \| \| \| \| \| \| \| \| \| \| \| \| \| \| \| \| \| \| \| \| \| \| \| \| \| \| \| \| \| \| \| \| \| \| \| \| \| \| \| \| \| \| \| \| \| \| \| \| \| \| Hiếu Từ Cao hoàng hậu Mạnh Cổ Triết Triết \| \| \| \| \| \| \| \| \| \| \| \| \| \| \| \| \| \| \| \| \| \| \| \| \| \| \| \| \| \| \| \| \| \| \| \| \| \| \| \| \| \| \| \| \| \| \| \| \| \| \| \| |                                           |  |  |  |  |  |  |  |  |  |  |  |  |  |  |  |
| |                                           |  |  |  |  |  |  |  |  |  |  |  |  |  |  |  |
| | Hưng Tổ Trực Hoàng đế Phúc Mãn            |  |  |  |  |  |  |  |  |  |  |  |  |  |  |  |
| |                                           |  |  |  |  |  |  |  |  |  |  |  |  |  |  |  |
| |                                           |  |  |  |  |  |  |  |  |  |  |  |  |  |  |  |
| | Cảnh Tổ Dực Hoàng đế Giác Xương An        |  |  |  |  |  |  |  |  |  |  |  |  |  |  |  |
| |                                           |  |  |  |  |  |  |  |  |  |  |  |  |  |  |  |
| |                                           |  |  |  |  |  |  |  |  |  |  |  |  |  |  |  |
| | Trực hoàng hậu Hỉ Tháp Lạp thị            |  |  |  |  |  |  |  |  |  |  |  |  |  |  |  |
| |                                           |  |  |  |  |  |  |  |  |  |  |  |  |  |  |  |
| |                                           |  |  |  |  |  |  |  |  |  |  |  |  |  |  |  |
| | Hiển Tổ Tuyên Hoàng đế Tháp Khắc Thế      |  |  |  |  |  |  |  |  |  |  |  |  |  |  |  |
| |                                           |  |  |  |  |  |  |  |  |  |  |  |  |  |  |  |
| |                                           |  |  |  |  |  |  |  |  |  |  |  |  |  |  |  |
| | Dực hoàng hậu                             |  |  |  |  |  |  |  |  |  |  |  |  |  |  |  |
| |                                           |  |  |  |  |  |  |  |  |  |  |  |  |  |  |  |
| |                                           |  |  |  |  |  |  |  |  |  |  |  |  |  |  |  |
| | Thái tổ Cao Hoàng đế Nỗ Nhĩ Cáp Xích      |  |  |  |  |  |  |  |  |  |  |  |  |  |  |  |
| |                                           |  |  |  |  |  |  |  |  |  |  |  |  |  |  |  |
| |                                           |  |  |  |  |  |  |  |  |  |  |  |  |  |  |  |
| | Đô đốc Tham Sát                           |  |  |  |  |  |  |  |  |  |  |  |  |  |  |  |
| |                                           |  |  |  |  |  |  |  |  |  |  |  |  |  |  |  |
| |                                           |  |  |  |  |  |  |  |  |  |  |  |  |  |  |  |
| | Đô đốc A Cổ                               |  |  |  |  |  |  |  |  |  |  |  |  |  |  |  |
| |                                           |  |  |  |  |  |  |  |  |  |  |  |  |  |  |  |
| |                                           |  |  |  |  |  |  |  |  |  |  |  |  |  |  |  |
| | Tuyên hoàng hậu Hỉ Tháp Lạp thị           |  |  |  |  |  |  |  |  |  |  |  |  |  |  |  |
| |                                           |  |  |  |  |  |  |  |  |  |  |  |  |  |  |  |
| |                                           |  |  |  |  |  |  |  |  |  |  |  |  |  |  |  |
| | Thái tông Văn Hoàng đế Hoàng Thái Cực     |  |  |  |  |  |  |  |  |  |  |  |  |  |  |  |
| |                                           |  |  |  |  |  |  |  |  |  |  |  |  |  |  |  |
| |                                           |  |  |  |  |  |  |  |  |  |  |  |  |  |  |  |
| | Diệp Hách bộ Bối lặc Trữ Khổng Cách       |  |  |  |  |  |  |  |  |  |  |  |  |  |  |  |
| |                                           |  |  |  |  |  |  |  |  |  |  |  |  |  |  |  |
| |                                           |  |  |  |  |  |  |  |  |  |  |  |  |  |  |  |
| | Diệp Hách bộ Bối lặc Thái Xử              |  |  |  |  |  |  |  |  |  |  |  |  |  |  |  |
| |                                           |  |  |  |  |  |  |  |  |  |  |  |  |  |  |  |
| |                                           |  |  |  |  |  |  |  |  |  |  |  |  |  |  |  |
| | Diệp Hách bộ Bối lặc Dương Cát Nỗ         |  |  |  |  |  |  |  |  |  |  |  |  |  |  |  |
| |                                           |  |  |  |  |  |  |  |  |  |  |  |  |  |  |  |
| |                                           |  |  |  |  |  |  |  |  |  |  |  |  |  |  |  |
| | Hiếu Từ Cao hoàng hậu Mạnh Cổ Triết Triết |  |  |  |  |  |  |  |  |  |  |  |  |  |  |  |
| |                                           |  |  |  |  |  |  |  |  |  |  |  |  |  |  |  |
| |                                           |  |  |  |  |  |  |  |  |  |  |  |  |  |  |  |

### Hậu phi
| Tên                                                | Sinh                | Mất                 | Cha                                                                             | Ghi chú |
| -------------------------------------------------- | ------------------- | ------------------- | ------------------------------------------------------------------------------- | --- |
| Chính thất                                         |                     |                     |                                                                                 | |
| Nguyên phi Nữu Hỗ Lộc thị                          | 1593                | 1612                | Ngạch Diệc Đô                                                                   | Nguyên phối của Hoàng Thái Cực. Bất kính trước Nỗ Nhĩ Cáp Xích mà bị buộc vứt bỏ, mất hoàn toàn tư cách thê tử của Hoàng Thái Cực, đời sau không được truy phong. Sinh hạ con trai thứ 3 tên Lạc Bác Hội. |
| Kế phi Ô Lạp Nạp Lạt thị                           | ?                   | ?                   | Bối lặc Bác Khách Đa (博客多)                                                   | Kế thất của Hoàng Thái Cực, trở thành chính thất sau khi Nguyên phi Nữu Hỗ Lộc thị qua đời. Sinh hạ con trai trưởng Túc Vũ Thân vương Hào Cách, con trai thứ Lạc Cách và con gái cả Cố Luân Ngao Hán Công chúa. |
| Hiếu Đoan Văn Hoàng hậu Bác Nhĩ Tế Cát Đặc thị     | 31 tháng 5 năm 1600 | 28 tháng 5 năm 1649 | Mãng Cổ Tư (莽古思)                                                             | Nguyên danh Triết Triết (哲哲), thành thân với Hoàng Thái Cực năm 1614, trở thành chính thất thứ ba sau khi Kế phi Ô Lạp Na Lạp thị qua đời; Sau khi Hoàng Thái Cực xưng Hoàng đế, được lập Hoàng hậu; trở thành Hoàng thái hậu khi Thanh Thế Tổ Thuận Trị Đế lên ngôi. Sinh hạ 3 vị công chúa: Ôn Trang Trưởng Công chúa, Tĩnh Đoan Trưởng Công chúa và Đoan Trinh Trưởng Công chúa. |
| Trắc thất                                          |                     |                     |                                                                                 | |
| Hiếu Trang Văn Hoàng hậu Bác Nhĩ Tế Cát Đặc thị    | 28 tháng 3 năm 1613 | 27 tháng 1 năm 1688 | Trại Tang (寨桑)                                                                | Nguyên danh Bố Mộc Bố Thái (布木布泰), cháu gọi Hiếu Đoan Văn Hoàng hậu là cô; kết hôn với Hoàng Thái Cực năm 1625 làm trắc thất; Sau khi Hoàng Thái Cực xưng Hoàng đế, được phong Vĩnh Phúc cung Trang phi (永福宮莊妃). Sinh hạ Thanh Thế Tổ Thuận Trị Hoàng đế, Ung Mục Trưởng Công chúa, Thục Tuệ Trưởng Công chúa và Đoan Hiến Trưởng Công chúa. Trở thành Hoàng thái hậu khi Hiếu Đoan Văn Hoàng hậu qua đời, và khi Thuận Trị Đế chính thức trị vì sau cái chết của Đa Nhĩ Cổn. Rồi tiếp tục dẫn dắt Hoàng tôn là Thanh Thánh Tổ Khang Hi Đế với cương vị Thái hoàng thái hậu. |
| Mẫn Huệ Cung Hoà Nguyên phi Bác Nhĩ Tế Cát Đặc thị | 6 tháng 12 năm 1609 | 8 tháng 10 năm 1641 | Trại Tang (寨桑)                                                                | Nguyên danh Ô Vưu Đại (烏尤黛), bà được biết đến nhiều nhất qua tên Hải Lan Châu (海蘭珠), là chị gái của Hiếu Trang Văn Hoàng hậu; Kết hôn với Hoàng Thái Cực trong năm 1634; Sau khi Hoàng Thái Cực xưng Hoàng đế, được phong Quan Thư cung Thần phi (關睢宮宸妃); Sủng phi của Hoàng Thái Cực, sinh hạ Hoàng bát tử nhưng chết yểu. |
| Ý Tĩnh Đại Quý phi Bác Nhĩ Tế Cát Đặc thị          | ?                   | 1674                | Thân vương Đa Nhĩ Tế (多爾濟)                                                   | Danh Na Mộc Chung (娜木钟), chính thất của Lâm Đan Hãn với danh hiệu Nang Nang Đại Phúc tấn (囊囊大福晋). Có với Lâm Đan Hãn một con trai tên A Bố Nại - sau trở thành Ngạch phò của Ôn Trang Trưởng Công chúa. Tái giá với Hoàng Thái Cực sau khi quân Mông Cổ đầu hàng; được phong Lân Chỉ cung Quý phi (麟趾宫贵妃); Sinh hạ Tương Thân vương Bác Mục Bác Quả Nhĩ và Đoan Thuận Trưởng Công chúa. |
| Khang Huệ Thục phi Bác Nhĩ Tế Cát Đặc thị          | ?                   | 1667                | Bác Đệ Tái Sở Hỗ Nhĩ (博第塞楚祜爾)                                             | Danh Ba Đặc Mã Tảo (巴特瑪璪), thiếp của Lâm Đan Hãn; Tái giá với Hoàng Thái Cực sau khi quân Mông Cổ đầu hàng; Sau khi Hoàng Thái Cực xưng Hoàng đế, được phong Diễn Khánh cung Thục phi (衍清宮淑妃); |
| Trắc phi Diệp Hách Nạp Lạt thị (側妃葉赫那拉氏)    | ?                   | ?                   | A Nạp Bố (阿纳布)                                                               | Chị em họ với Thái Tổ Trắc phi - sinh mẫu của Tùng Cổ Đồ. Sinh Thừa Trạch Dụ Thân vương Thạc Tắc. |
| Trắc phi Bát Nhĩ Tế Cát Đặc thị ( 側妃葉赫那拉氏)  | ?                   | ?                   | Bối lặc Đái Thanh (戴青), nhánh Trát Lỗ Đặc                                     | Sinh con gái thứ 6 và thứ 9. |
| Thị thiếp                                          |                     |                     |                                                                                 | |
| Thứ phi Nạt Lạp thị (庶妃納喇氏)                   | ?                   | ?                   | Anh Cách Bố (英格布)                                                            | |
| Thứ phi Cơ Lũy thị (庶妃奇壘氏)                    | ?                   | ?                   | Ngạch Nhĩ Tể Đồ Cố Anh Tắc Tang (额尔济图固英塞桑) thuộc Sát Cáp Nhĩ bộ Mông Cổ | |
| Thứ phi Nhan Trát thị (庶妃顏扎氏)                 | ?                   | ?                   | Bố Nhan (布顔)                                                                  | |
| Thứ phi Y Nhĩ Căn Giác La thị (庶妃伊爾根覺羅氏)   | ?                   | ?                   | An Tháp Tích (安塔锡)                                                           | |
| Thứ phi Khắc Y Khắc Lặc thị                        | ?                   | ?                   | không rõ                                                                        | |
| Thứ phi Tái Âm Nặc Nhan thị                        | ?                   | ?                   |                                                                                 | Sinh hoàng thập nhị nữ |
| Thứ phi                                            | ?                   | ?                   | Bái Hữu (拜佑)                                                                  | Sinh Thao Tắc |

Trong các bà vợ của ông cũng như của những người anh em, có nhiều bà có quan hệ cận huyết với nhau. Ngoài yếu tố phong tục của người Mãn Châu, ngoài ra việc hôn nhân này cũng có yếu tố chính trị đối với việc củng cố sự thống trị của Hoàng tộc.
Người vợ của ông nổi tiếng nhất là Đại Ngọc Nhi, được xưng tụng là "Đệ nhất mỹ nhân" của tộc Mãn-Mông. Sau khi lấy ông, Ngọc Nhi được phong làm Trang phi ở tại Vĩnh Phúc cung. Bà sinh ra Hoàng tử Phúc Lâm sau này là vua Thuận Trị, sau này bà được phong là Hiếu Trang Hoàng thái hậu. Tương truyền, bà được cho là có liên quan đối với cái chết của Hoàng Thái Cực vì khi Hoàng Thái Cực chết từng có tin đồn là bà có qua lại với Nhiếp chính vương Đa Nhĩ Cổn. Tuy nhiên, đương thời việc chị dâu lấy em chồng đối với tập tục của người Mãn là rất bình thường.

### Hậu duệ
Ông có tổng cộng 11 con trai, 14 con gái. Trong số 11 hoàng tử của ông chỉ có bảy người sống quá tuổi 16 (trưởng thành), 4 người chết yểu; 13/14 công chúa vượt qua tuổi 16. Tính chung tỷ lệ con cái chết yểu là 20%.

#### Hoàng nam
| #  | Danh hiệu                             | Tên                              | Tên tiếng Mãn          | Sinh                | Mất                 | Mẹ                             | Ghi chú                                            |
| -- | ------------------------------------- | -------------------------------- | ---------------------- | ------------------- | ------------------- | ------------------------------ | -------------------------------------------------- |
| 1  | Túc Vũ Thân vương (肃武亲王)          | Hào Cách (豪格)                  | ᡥᠣᠣᡤᡝ, Hooge, Houge    | 16 tháng 4 năm 1609 | 4 tháng 5 năm 1648  | Kế phi Ô Lạp Nạp Lạt thị       |                                                    |
| 2  |                                       | Lạc Cách (洛格)                  | ᠯᠣᡤᡝ, Loge             | 1611                | 1621                | Kế phi Ô Lạp Nạp Lạt thị       | Mất sớm                                            |
| 3  |                                       | Lạc Bác Hội (洛博会)             | ᠯᠣᠪᠣᡥᠣᡳ, Lobohoi       | 1611                | 1617                | Nguyên phi Nữu Hỗ Lộc thị      | Mất sớm                                            |
| 4  | Phụ quốc công (辅国公)                | Diệp Bố Thư (叶布舒)             | ᠶᡝᠪᡠᡧᡠ, Yebušu, Yebuxu | 1627                | 1690                | Thứ phi Nhan Trát thị          |                                                    |
| 5  | Thừa Trạch Dụ Thân vương (承泽裕亲王) | Thạc Tắc (硕塞)                  | ᡧᠣᠰᡝ, Šose, Xose       | 17 tháng 1 năm 1629 | 12 tháng 1 năm 1655 | Trắc phi Diệp Hách Nạp Lạt thị |                                                    |
| 6  | Trấn quốc Khác Hậu công (镇国悫厚公)  | Cao Tắc (高塞)                   | ᡤᠣᠰᡝ, Gose             | 1637                | 1670                | Thứ phi Nạt Lạp thị            |                                                    |
| 7  | Phụ quốc công (辅国公)                | Thường Thư (常舒)                | ᠴᠠᠩᡧᡠ, Cangšu, Qangxu  | 13 tháng 5 năm 1637 | 13 tháng 2 năm 1700 | Thứ phi Y Nhĩ Căn Giác La thị  |                                                    |
| 8  |                                       | Hoàng bát tử                     |                        | 27 tháng 8 năm 1637 | 13 tháng 3 năm 1638 | Mẫn Huệ Cung Hoà Nguyên phi    | Rất được Thanh Thái Tông yêu thương nhưng chết yểu |
| 9  | Thế Tổ Chương Hoàng đế                | Phúc Lâm (福临)                  | ᡶᡠᠯᡳᠨ, Fulin           | 15 tháng 3 năm 1638 | 5 tháng 2 năm 1661  | Hiếu Trang Văn Hoàng hậu       |                                                    |
| 10 | Phụ quốc công (辅国公)                | Thao Tắc (韬塞)                  | ᡨᠣᠣᠰᡝ, Toose, Touse    | 1639                | 1695                | Thứ phi (con gái Bái Hữu)      |                                                    |
| 11 | Tương Chiêu Thân vương (襄昭亲王)     | Bác Mục Bác Quả Nhĩ (博穆博果尔) | ᠪᠣᠮᡠᠪᠣᡤᠣᡵ, Bomubogor   | 20 tháng 1 năm 1642 | 22 tháng 8 năm 1656 | Ý Tĩnh Đại Quý phi             |                                                    |

#### Hoàng nữ
| #  | Danh hiệu                                             | Tên                    | Sinh | Mất  | Mẹ                              | Ghi chú |
| -- | ----------------------------------------------------- | ---------------------- | ---- | ---- | ------------------------------- | --- |
| 1  | Cố Luân Ngao Hán Công chúa (固倫敖漢公主)             |                        | 1621 | 1654 | Kế phi Ô Lạp Nạp Lạt thị        | Năm 1633, thành thân với Quận vương Ban Đệ của Ngao Hán bộ. |
| 2  | Cố Luân Ôn Trang Trưởng Công chúa (固倫溫莊長公主)    | Mã Khách Tháp (馬喀塔) | 1625 | 1663 | Hiếu Đoan Văn Hoàng hậu         | Năm 1635, thành thân với Ngạch Triết, con của Lâm Đan - Đại hãn cuối cùng của Bắc Nguyên. Năm 1641, Ngạch Triết qua đời, tái giá với em chồng là A Bố Nại, sinh một con trai tên Bố Nhĩ Ni. |
| 3  | Cố Luân Tĩnh Đoan Trưởng Công chúa (固倫靖端長公主)   |                        | 1628 | 1686 | Hiếu Đoan Văn Hoàng hậu         | Năm 1639, thành thân với Kì Tháp Đặc của Khoa Nhĩ Thấm. |
| 4  | Cố Luân Ung Mục Trưởng Công chúa (固倫雍穆長公主)     | Nhã Đồ (雅圖)          | 1629 | 1678 | Hiếu Trang Văn Hoàng hậu        | Năm 1641, thành thân với anh họ là Bật Nhĩ Tháp Cáp Nhĩ của Khoa Nhĩ Thấm. |
| 5  | Cố Luân Thục Tuệ Trưởng Công chúa (固倫淑慧長公主)    | A Đồ (阿圖)            | 1632 | 1700 | Hiếu Trang Văn Hoàng hậu        | Thành thân với Tác Nhĩ Cáp (索爾哈), con trai của Tôn Đại Công chúa và Ân Cách Đức Nhĩ. Năm 1648 tái giá với Sắc Bố Đằng thuộc Ba Lâm bộ.                                                   |
| 6  | Cố Luân công chúa (固倫公主)                          |                        | 1633 | 1649 | Trắc phi Bác Nhĩ Tế Cát Đặc thị | Năm 1644, thành thân với Khoa Trát (夸札) thuộc Y Nhĩ Căn Giác La thị, con trai của Đô thống A Sơn (阿山).                                                                                  |
| 7  | Cố Luân Đoan Hiến Trưởng Công chúa (固倫端献长公主)   |                        | 1633 | 1648 | Hiếu Trang Văn Hoàng hậu        | Năm 1645, thành thân với Lạt Mã Tư (喇瑪思) người Mãn Châu Tương Hoàng kỳ. |
| 8  | Cố Luân Đoan Trinh Trưởng Công chúa (固倫端貞長公主)  | Phi Dương Cổ (飞扬古)  | 1634 | 1692 | Hiếu Đoan Văn Hoàng hậu         | Năm 1645, thành thân với vương tử Ba Nhã Tư Hộ Lãng (巴雅斯護朗), con của Thổ Tạ Đồ Thân vương Ba Đạt Lễ (巴达礼) - Ngạch phò của Truân Triết Công chúa.                                    |
| 9  | không có                                              |                        | 1635 | 1652 | Trắc phi Bác Nhĩ Tế Cát Đặc thị | Năm 1648, thành thân với Cáp Thượng (哈尚) thuộc Bác Nhĩ Tế Cát Đặc. |
| 10 | Hương quân (鄉君)                                     |                        | 1635 | 1661 | Thứ phi Nạt Lạp thị             | Năm 1651, thành thân với Huy Tắc (輝塞), thuộc Qua Nhĩ Giai thị, con trai của Nhất đẳng công Đồ Lại (图赉) - con trai thứ 7 của Phí Anh Đông.                                               |
| 11 | Cố Luân Đoan Thuận Trưởng Công chúa (固倫端順長公主)  |                        | 1636 | 1650 | Ý Tĩnh Đại Quý phi              | Năm 1647, thành thân với Cát Nhĩ Mã Tác Nặc Mộc (噶爾瑪索諾木) thuộc Bác Nhĩ Tế Cát Đặc. |
| 12 | Hương quân (鄉君)                                     |                        | 1637 | 1678 | Thứ phi Tái Âm Nặc Nhan thị     | Năm 1651, thành thân với Thị lang Lý phiên viện là Ban Đệ (班第) thuộc Bác Nhĩ Tế Cát Đặc.                                                                                                  |
| 13 | không có                                              |                        | 1638 | 1657 | Thứ phi Nạt Lạp thị             | Năm 1652, thành thân với Cáp Lạp (哈拉) thuộc Qua Nhĩ Giai thị. |
| 14 | Hòa Thạc Khác Thuần Trưởng Công chúa (和碩恪純長公主) |                        | 1641 | 1704 | Thứ phi Cơ Lũy thị              | Còn được gọi là Kiến Ninh Trưởng Công chúa (建宁长公主); Năm 1653, thành thân với Ngô Ứng Hùng, con trai của Bình Tây vương Ngô Tam Quế.                                                    |

## Thông tin khác
Hoàng Thái Cực nhân vật được phản ánh qua các bộ phim truyền hình, đặc biệt là trong loạt phim truyền hình về thời kỳ nhà Thanh của Đài Truyền hình Trung ương Trung Quốc. Ngoài ra một số bộ phim khác cũng đề cập về nhân vật này như:
| Phim                                                                           | Năm sản xuất | Diễn viên     | Một số diễn viên và vai diễn khác | Ghi chú                                                        |
| ------------------------------------------------------------------------------ | ------------ | ------------- | --- | -------------------------------------------------------------- |
| Nhất đại Hoàng hậu (Empress Da Yu Er, 一代皇后大玉兒)                          | 1992         | Lưu Thanh Vân | Phan Nghinh Tử vai Đại Ngọc Nhi Nhi Đông Thăng trong vai Đa Nhĩ Cổn Cùng các diễn viên như: Trương Chấn Hoàng, Bào Chánh Phương                          | Do Đài Loan sản xuất                                           |
| Hiếu trang bí sử                                                               | 2002         | Lưu Đức Khải  | Ninh Tịnh trong vai Đại Ngọc Nhi (Hiếu Trang hoàng hậu) Mã Cảnh Đào trong vai Đa Nhĩ Cổn Thu Sướng trong vai Đồng Tiểu Uyển Hồ Tịnh trong vai Tô Mạt Nhi | Đạo diễn: Vưu Tiểu Cương, Lưu Đức Khải Biên kịch: Vương Hải Vi |
| Sóng Gió Đại Thanh (Daqing Fengyun - 大清风云)                                 | 2006         | Khương Văn    | Hứa Tịnh vai Hiếu Trang Hoàng Hậu Trương Phong Nghị vai Đa Nhĩ Cổn                                                                                       | Do Trung Quốc sản xuất                                         |
| Sơn hà luyến - Mỹ nhân vô lệ (Shan ha lian - Mei ren wu lei - 山河恋·美人无泪) | 2012         | Lưu Khải Uy   | Viên San San trong vai Đại Ngọc Nhi Hàn Đống trong vai Đa Nhĩ Cổn Trương Mông trong vai Hải Lan Châu Thái Thiếu Phân trong vai Triết Triết               | Đạo diễn: Lương Thắng Tuyền                                    |
| Đại Ngọc Nhi truyền kì                                                         | 2015         | Nhiếp Viễn    | Cảnh Điềm trong vai Đại Ngọc Nhi Cảnh Lạc trong vai Đa Nhĩ Cổn Tưởng Lâm Tịnh trong vai Triết Triết                                                      | Đạo diễn: Trần Gia Lâm và Ngũ Tùng                             |

- Ngoài ra còn có thể kể đến bộ phim "Võ tướng Viên Sùng Hoán" do Đài Truyền hình tỉnh Quảng Đông sản xuất với sự tham gia của các diễn viên Mạc Thiếu Thông, Lương Tiểu Băng...
- Hoàng Thái Cực còn là một nhân vật trong bộ truyện tranh võ hiệp có tên là Thiên Hạ Vô Địch (天下无敌) của tác giả Hồ Thiệu Quyền. Bộ truyện tranh này được xuất bản tại Việt Nam vào năm 1999 bởi Nhà xuất bản Mũi Cà Mau, sau đó Nhà xuất bản Phương Đông tái bản vào năm 2008.